# Nürnbergi per

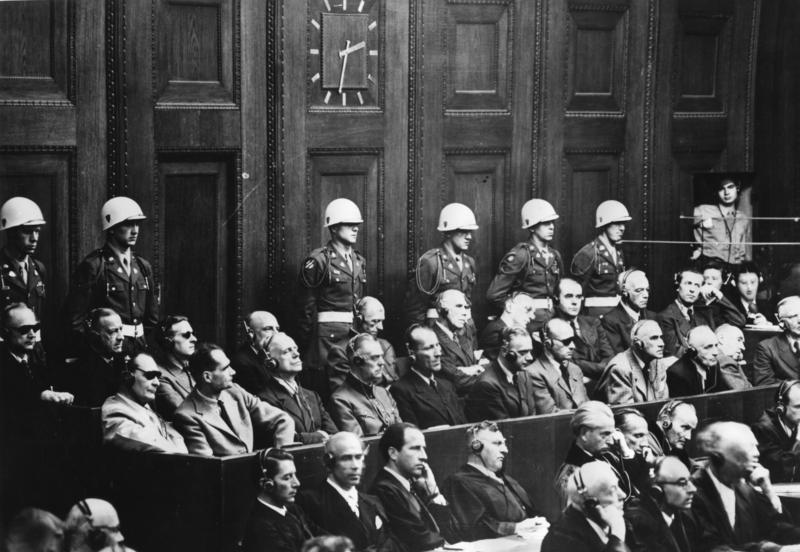
A vádlottak: Első sor (balról jobbra haladva): Hermann Göring, Rudolf Heß, Joachim von Ribbentrop, Wilhelm Keitel, Ernst Kaltenbrunner, Alfred Rosenberg, Hans Frank, Wilhelm Frick, Julius Streicher, Walther Funk, Hjalmar Schacht
Hátsó sor: Karl Dönitz, Erich Raeder, Baldur von Schirach, Fritz Sauckel, Alfred Jodl, Franz von Papen, Arthur Seyß-Inquart, Albert Speer, Konstantin von Neurath, Hans Fritzsche

A nürnbergi per az első olyan per volt, amelyben a szövetséges hatalmak a Német Birodalom politikai, katonai és gazdasági vezetői felett ítélkeztek a második világháború során elkövetett, nekik felrótt bűnök miatt. A per a németországi Nürnbergben zajlott. A vádlottak a Nemzetiszocialista Német Munkáspárt, a Kriegsmarine, a Wehrmacht főbb vezetői, valamint egyéb funkcionáriusok köréből kerültek ki. Eredetileg 24 fő került volna a vádlottak padjára, de számuk a per kezdetére különböző okok miatt kisebb lett. A nürnbergi per folyamán különböző szervezetek (Gestapo, SD, SS) felett is ítéletet mondtak.
A főbűnösök pere 1946. október 1-jén ért véget, tizenkét vádlottat kötél általi halálra, hetet letöltendő börtönbüntetésre ítéltek, hármat pedig felmentettek. Tíz halálraítélten 1946. október 16-án hajtották végre az ítéleteket, Martin Bormannt távollétében ítélték halálra, Göring pedig október 15-én öngyilkos lett. A halálos ítéletek végrehajtásába nem sokkal éjfél után kezdtek bele. A hóhér John C. Woods tiszthelyettes volt, aki a Texas állambeli San Antonióból érkezett, és már több mint háromszáz katonát akasztott fel. Az akasztást három 2,5 × 2,5 méteres emelvényen hajtották végre a börtön tornatermében.
További hasonló pereket Németország egész területére kiterjesztve folytattak. Ezeken 1949-ig bezárólag hozzávetőlegesen 200 további személy került vád alá, köztük embereken kísérleteket folytató orvosok, a koncentrációs táborok parancsnokai és a nemzetiszocialista gyakorlatot támogató bírák. A per megmutatta, hova vezethet a jog és az erkölcs szétválása, hiszen nem volt könnyű elítélni olyan embereket, akik hatályos, de erkölcstelen törvények szerint jártak el. Az így keletkezett feszültséget Gustav Radbruch német jogtudós oldotta fel a róla elnevezett formulával: az erkölcs a jog alapvető eleme, és ha egy törvény ezt alapjaiban sérti, akkor nem rendelkezik a törvényesség kritériumával, így nem válik alkalmazhatóvá.
A harmadik birodalmat vezetőket felelősségre vonó per történelmileg sok újat hozott és új szakaszt nyitott a nemzetközi jog történetében, miután precedens értékűvé vált. A nürnbergi ítéleteket az ENSZ közgyűlése 1946. december 11-én jóváhagyta, és a nemzetközi jog szintjére emelte a bíróság gyakorlatát.

## Előzmények

### A háborús bűnösök felelősségre vonásának elhatározása
A szövetséges nagyhatalmak még a háború alatt elhatározták az NSDAP és egyéb, a háborúban részt vevő szervezetek és személyek megbüntetését, de mivel nem léteztek történelmi minták olyan nemzetközi bírósági eljárásra, amelyet agresszorokkal, háborús bűnösökkel és az emberiség elleni bűnözőkkel szemben folytattak volna le, konkrét egyezség csak később született. A bűntettek kivizsgálásának kezdete is nagyjából ezen időszakkal kezdődött. Ennek első lépéseként a Szovjetunióban, nem sokkal 1941. június 22-e után megkezdte működését a „Rendkívüli Állami Bizottság a Betolakodók Bűntetteinek Megállapítására és Kivizsgálására” elnevezésű szervezet. Két évvel később, 1943. október 23-án pedig tizenhét nyugati állam (köztük az Egyesült Államok, Ausztrália és Kanada) közös vizsgálóbizottságot hozott létre, „Egyesült Nemzetek Bizottsága a Háborús Bűntettek Kiderítésére” néven. Mindkét kezdeményezés a későbbi vádlottak semleges országba történő szökését volt hivatott megakadályozni.

### A háborús perek ellenzői és támogatói
A német agresszió egyik fő áldozata, a Szovjetunió, a legnagyobb következetességgel vetette fel a fő háborús bűnösök megbüntetésének kérdését. A nyugati nagyhatalmak körében azonban a hogyan kérdésen folytak a viták. Az Egyesült Államokban több tekintélyes ember is ellenezte a nemzetközi pert. Érveik között szerepelt, hogy egy tárgyalás során a vádlottaknak esélyük van a védekezésre, amit nem szívesen láttak volna.

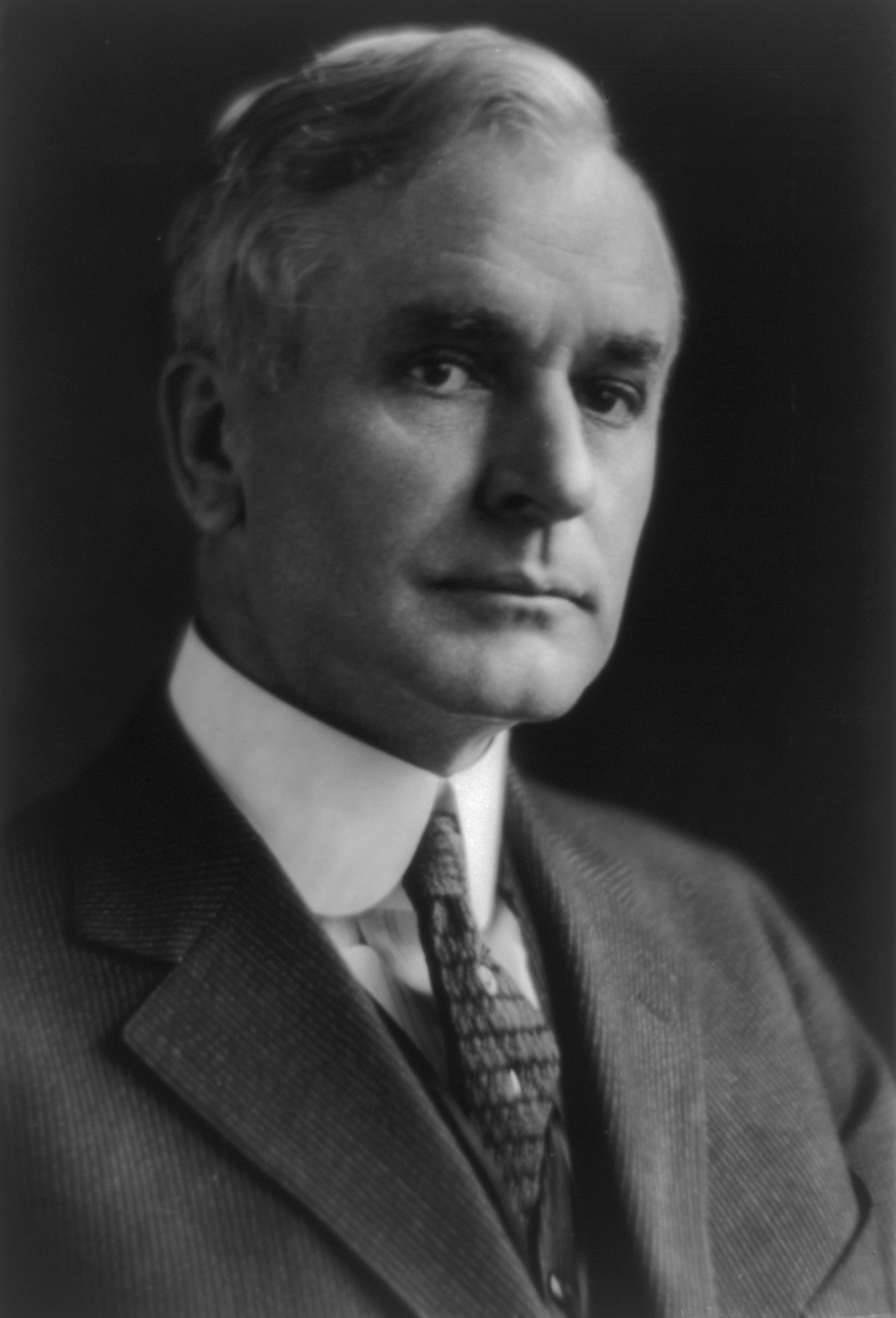
Cordell Hull, amerikai külügyminiszter

Ezen érvek legfőbb kortese Cordell Hull külügyminiszter volt, aki azt hangoztatta, hogy a háború bűnöseit tárgyalás nélkül akasszák fel. Tervét nem félt elhallgatni sem Franklin D. Roosevelt elnök, sem Robert Anthony Eden brit külügyminiszter, sem pedig Winston Churchill (miniszterelnök) előtt. Álláspontját újfent felvetette 1943 októberében, amikor a Szovjetunió, az Egyesült Államok és Nagy-Britannia külügyminiszterei Moszkvában értekeztek. Beszédében kifejtette: „Ha kedvem szerint tehetnék, akkor Adolf Hitlerrel, Benito Mussolinivel, Tódzsóval és fő cinkosaikkal nem sokat teketóriáznék, hanem rögtönítélő bíróság elé állítanám őket. És másnap virradatkor bekövetkezne egy történelmi közjáték.” Javaslatait azonban a szövetséges nagyhatalmak nem fogadták el. 1943. október 30-án aláírták a „Nyilatkozat a német rémtettekről” című dokumentumot, amelyben megegyeztek, hogy a német háborús bűnösöket a „a Föld legtávolibb rejtekhelyéig is üldözni fogják, vádlóiknak kiszolgáltatják, hogy ily módon érvényesülhessen az igazság.” Valamint elhatározták, hogy azok sorsa felett, akik helyhez nem kötött bűncselekményeket követtek el, a szövetségesek közös döntése alapján ítélkeznek majd. 1944 őszén, mindezek ellenére újra felvetődött a leendő háborús bűnösök bírósági eljárás nélküli kivégzése.

Henry Morgenthau

Ezt ezúttal Henry Morgenthau amerikai pénzügyminiszter fogalmazta meg: „Össze kell állítani a német háborús főbűnösök listáját, amelyen azok szerepelnek, akiknek nyilvánvaló bűnösségét az Egyesült Nemzetek megállapította; ezeket elfogatásuk és azonosításuk után nyomban agyon kell lőni.” Ekkoriban maga Roosevelt is hajlott arra, hogy Morgenthauhoz csatlakozzon. A „Németországgal Foglalkozó Kormánybizottság” berkein belül ezzel szemben heves viták zajlottak. Morgenthau változatának egyik „leghangosabb” ellenzője Henry Lewis Stimson külügyminiszter volt. John McCloy hadügyi államtitkár egy memorandumában pedig úgy jellemezte Morgenthau tervét, mint az emberi civilizáció elleni bűntettet. De nem csak politikusok ellenezték a Morgenthau-tervet, a közvélemény is elutasította a pénzügyminiszter tervét, és 1944 végén az amerikai kormány egyértelműen a bírósági eljárás mellett szavazott.
Hasonló nehézségekkel küzdött Nagy-Britannia is, ahol szintén a „katonai megoldással” kacérkodtak. Churchill 1944. október 17-én nemzetközi jogi nehézségekkel hozakodott elő Sztálinnak, aki azzal hárított, hogy kijelentette: „Képtelen gondolat, hogy bírósági eljárás nélkül hajtsanak végre kivégzéseket; ebben az esetben azt mondaná a világ, hogy félünk a gonosztevők bíróság elé állításától.” Ezzel nem győzte meg Churchillt, aki még 1945 februárjában, a jaltai konferencián is azt erőltette, hogy aki rajta van a listán, azt azonosítás után agyon kell lőni.
A Szovjetunió állásfoglalása szerint szóba sem jöhetett olyan terv, amely bírósági eljárás nélkül kivégzéseket irányozna elő. Roman Andrejevics Rudenko, a szovjet vádló, a Szovjetunió volt főállamügyésze, visszaemlékezéseiben ezeket mondja: „A Szovjetunió magától értetődően ebbe nem egyezhetett bele; a gonosztevő náci klikk vezetői elleni nyilvános bírósági per nélkül nem lett volna lehetséges leleplezni, és az egész világnak megmutatni a nácik által kirobbantott második világháború okait – és ez csakis a nemzetközi reakció malmára hajtotta volna a vizet.”
Az 1945 februárjában tartott jaltai konferencia hivatalos dokumentumában ez olvasható: „Szilárdan elszántuk magunkat… hogy minden háborús bűnöst bíróság elé állítunk, és gyors megbüntetésükről gondoskodunk.” Ennek ellenére a Churchill-kormány még április 23-án is szóbeli jegyzéket küldött Washingtonba, ebben ismét felelevenítve azt nézőpontot, mely szerint előnyben kell részesíteni a per nélküli kivégzéseket. A szigetország még mindig ódzkodott attól, hogy a támadó háborút is nemzetközi bűntettként megbélyegezzék. A brit diplomáciai jegyzék így fogalmazott: „nem világos, hogy a támadó cselekmények »korrekt módon a nemzetközi jog elleni bűntettként jelölhetők meg.«”
Roosevelt halála után egy nappal Robert H. Jackson, az Egyesült Államok legfelsőbb bíróságának tagja előadást tartott, amelyben a brit partnerre célozva kijelentette: „Én nem csinálok magamnak nagy gondot, mint ahogyan némelyek csinálni látszanak, olyan problémákból, mint a háborús bűnösök fölötti bíráskodás illetékessége vagy olyan fennálló vagy elismert jog keresése, amely mércéül szolgálhat bűneik megállapítására.” Ekkor figyelt fel rá Harry S. Truman, az új elnök, és tanácsadója, Samuel Irving Rosenman útján felajánlotta Jacksonnak, hogy képviselje országát a perben. Az ügyész pár nap gondolkodási időt kért, de magában már eldöntötte, hogy ezt a feladatot éppen rá szabták.

## A per előkészítése

### Nürnberg kiválasztása

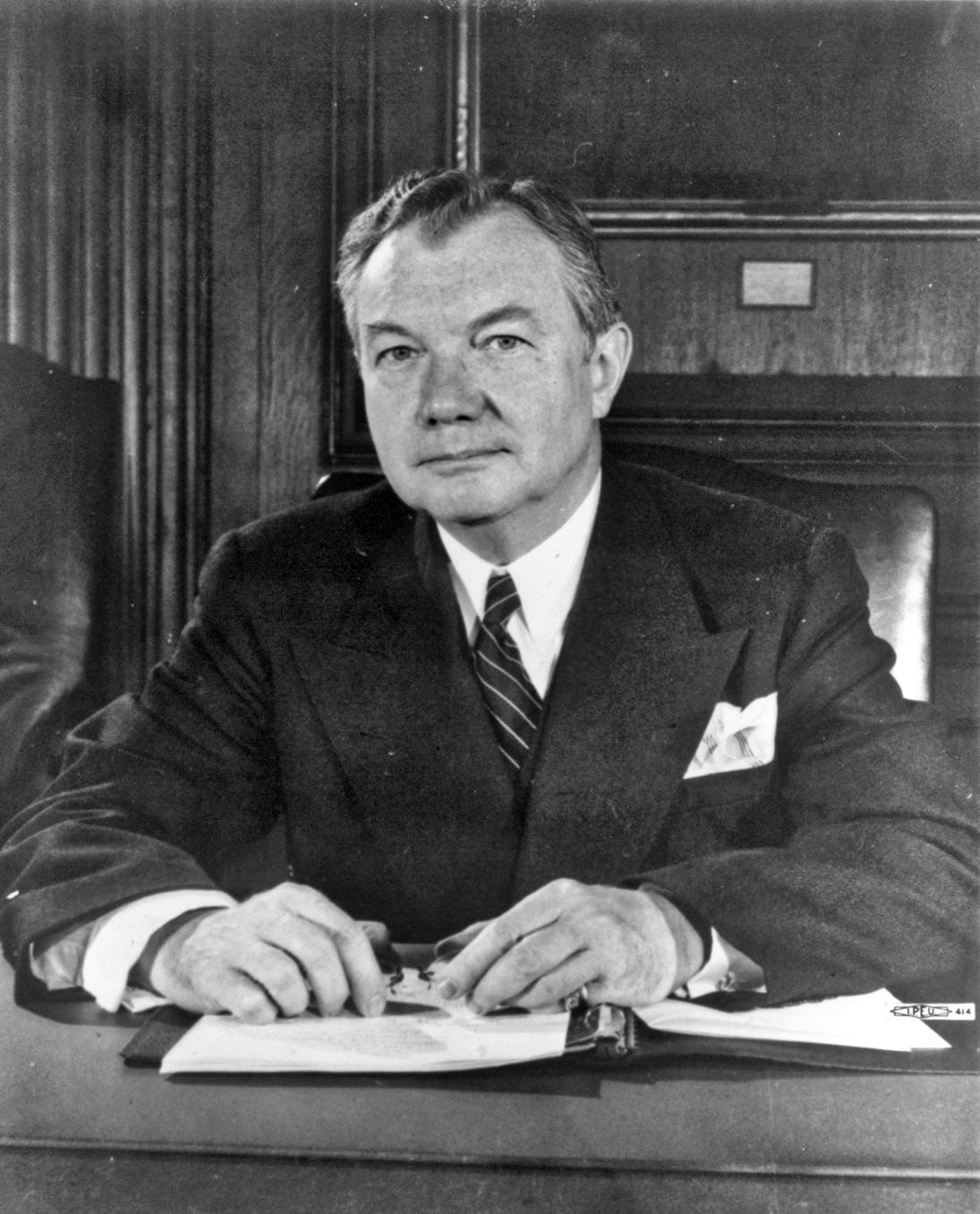
Robert H. Jackson

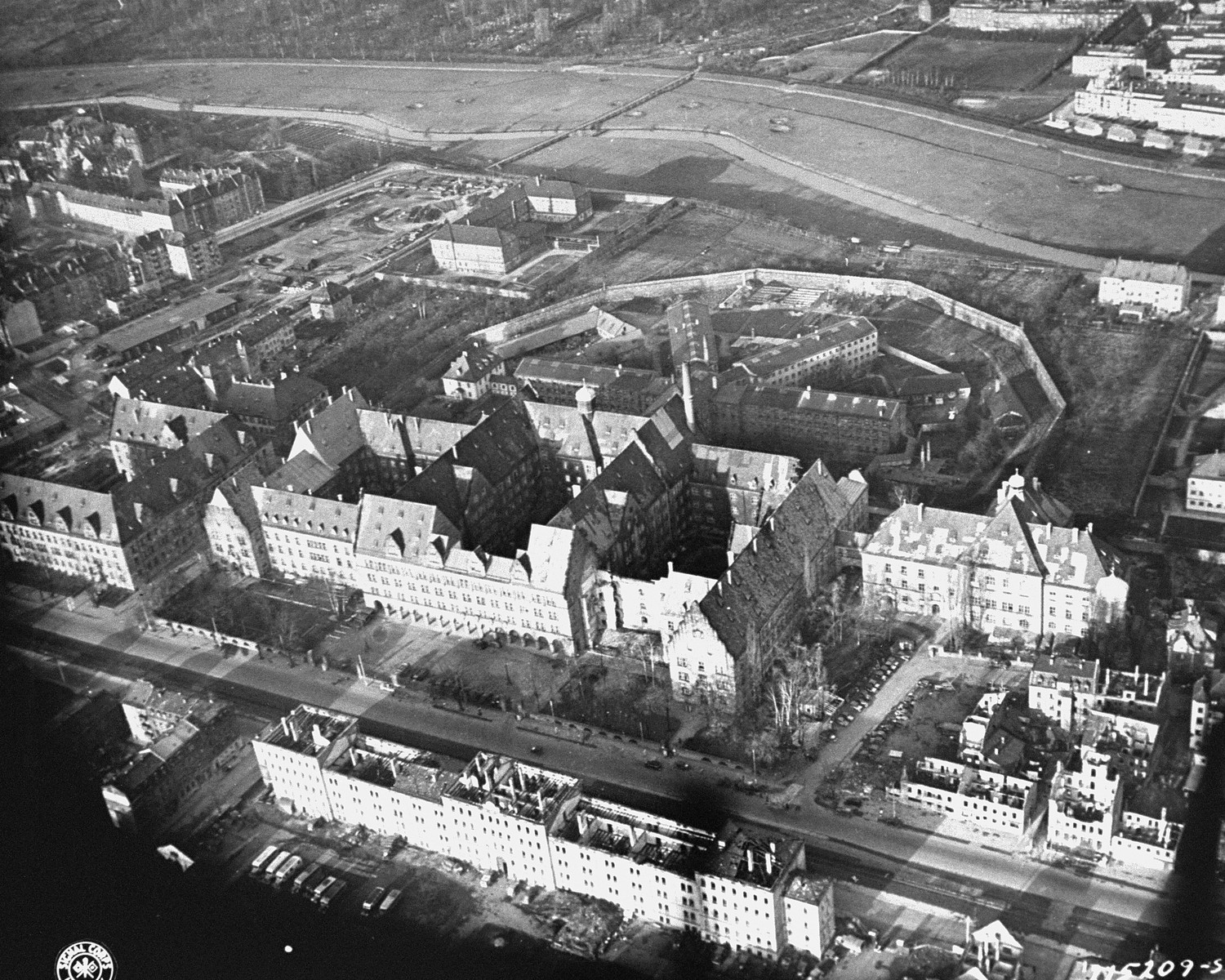
Az Igazságügyi Palota (mögötte a börtönépületek)

A per előkészítésében az egyik legnehezebb feladat a megfelelő város kijelölése volt. Ennek oka főleg az amerikaiak és a szovjetek véleménykülönbségéből eredt. A szovjetek elsősorban Németországot, azon belül pedig a fővárost, Berlint részesítették előnyben. Külföldi helyszínnek Londont javasolták. A britek és az amerikaiak Münchent, valamint Nürnberget vélték alkalmasnak. Ezt főleg az amerikaiak szorgalmazták, mert ragaszkodtak ahhoz, hogy amerikai zónában rendezzék meg a tárgyalást. Robert H. Jackson munkatársai (Francis M. Shea, Murray Bernays) előzetesen már végig járták a szóba jöhető német városokat, de ezek döntő többsége a szőnyegbombázások, az utcai harcok, és a háborús pusztítások következtében romhalmazzá vált, s alig maradt bennük olyan épület, amely a tárgyalás lebonyolítására, a nagy létszámú résztvevő befogadására alkalmas lett volna.
Bernays ezredes, a külügyminisztérium különleges ügyekkel foglalkozó részlegének munkatársa, a per előkészítéséért felelős bizottság egyik tagja, szemleútja során végül Nürnberget találta a leginkább alkalmas városnak, mert véleménye szerint a per kezdetéig az Igazságügyi Palotát rendbe lehetett hozni a tárgyalás lebonyolítása céljából, a monumentális épület mögötti börtön pedig alkalmasnak látszott a vádlottak fogva tartására. Jackson Németországba repülve, több szóba jöhető várost (Wiesbaden, Salzburg, Frankfurt am Main, Nürnberg) is megtekintett, majd július 7-én Frankfurtban konzultált Lucius D. Clay tábornokkal, aki az amerikai zóna kormányzójának helyettese volt. A tábornok ugyancsak Nürnberget gondolta megfelelő helyszínnek. Javaslata főleg azon alapult, hogy az Igazságügyi Palota monumentális épülete nemcsak alkalmasnak ígérkezett a per lebonyolítására (szerencsés véletlennek köszönhetően a várost sújtó bombázások után is csaknem teljesen ép maradt), de presztízs okokból is kiváló volt. Jackson, miután megtekintette a várost, eldöntötte, hogy csakis ott lehet megrendezni a pert. Két héttel később erről sikerült meggyőznie a brit és a francia illetékeseket is.
A két európai nagyhatalom ezután támogatta Jacksont a szovjetekkel szemben, akik még mindig Berlin mellett kardoskodtak. (Nyikitcsenko arra hivatkozott, hogy ott mind a négy érdekeltnek állomásoznak csapatai.) Azonban a német fővárosban nem találtak olyan épületet és infrastruktúrát, amelyet a kívánt időpontra alkalmassá tudtak volna tenni. Azt viszont feltételül szabták, hogy a bíróság „állandó székhelye” Berlin maradjon, és csak az első nemzetközi pert rendezzék meg Nürnbergben. Engedékenységükben szerepet játszott, hogy Nürnberget szimbolikus jelentőségű városnak tartották, mivel a harmincas évektől a város szorosan kötődött a náci Birodalomhoz. 1933-ban Hitler itt mondta azt a németeknek: „Adjatok nekem öt évet, és nem ismertek rá Németországra!” A későbbiekben is itt volt a Harmadik Birodalom egyik központja, itt rendezték a nagy parádékat, a pártnapokat, s nem utolsósorban 1935-ben itt születtek meg a hírhedt faji alapú „nürnbergi törvények” is.

### A vádlottak kiválasztása, letartóztatása

#### Akik a halálba menekültek a felelősségre vonás elől
Miközben egyesek a tárgyalás megfelelő helyszínének kiválasztásával voltak elfoglalva, mások azzal, hogy az elítélendő személyeket válogassák ki. A körözöttek listájának élén természetesen a Führer, Adolf Hitler állt, de közvetlenül követte őt Heinrich Himmler SS- és Gestapo-főnök, Joseph Goebbels propagandaminiszter és Hermann Göring birodalmi marsall.
1945. április 30-án Hitler kibújt a felelősségvállalás elől, amikor Eva Braunnal összeházasodott, majd a birodalmi kancellária alatti óvóhelyen feleségével együtt öngyilkos lett. Halála előtt még kinevezte birodalmi kancellárnak Goebbelst, de a propagandaminiszter nem sokkal később feleségével és hat gyermekével együtt követte őt a halálba. Himmler már a náci állam összeomlása előtt megpróbált menekülni. Előbb békét próbált kötni az Egyesült Államokkal, ezért többször is találkozott Folke Bernadotte gróffal, hogy az ő segítségével tárgyalhasson Dwight D. Eisenhower tábornokkal. Terve az volt, hogy a nyugati hatalmaknak ugyan megadja magát, de tovább harcol az ő segítségükkel a Szovjetunió ellen. Számításai azonban nem jöttek be, ezért menekülni kényszerült. Egy Heinrich Hinzinger névre szóló igazolvánnyal bujkált 1945. május 21-ig, amikor is két egykori hadifogoly őrizetbe vette a gyanúsan friss igazolvány miatt. Ahogy fogságba esett, azt kérte, vezessék Montgomery tábornokhoz, de amikor ehelyett testi motozásnak vetették alá, szétharapta a magánál tartott hidrogén-cianid-ampullát.

#### Akiket elfogtak, és részt vettek a tárgyaláson
A következő leginkább körözött személynek, Hermann Göringnek kézre kerítése nem okozott különösebb nehézséget, ugyanis 1945. április 23-tól egészen Hitler haláláig őrizetben tartották. Szabadulása után ő is megpróbált békét kötni Amerikával, ezért írásban fordult Karl Dönitzhez azzal a javaslattal, hogy találkozni akar Eisenhowerrel, egy, a nyugati hatalmakkal kötendő békeszerződésről tárgyalni. Hiú reményeinek az vetett véget, hogy az amerikai csapatok elérték a Zell am See közelében levő Bruckban a Fischhorn várat, Göring akkori tartózkodási helyét.
Még könnyebb dolguk volt Rudolf Heß kézre kerítésével. Hitler NSDAP-beli helyettesét ugyanis ekkor már évek óta Angliában tartották fogva, miután a párt központi bizottságának elnöke 1941. május 10-én repülőgéppel Nagy-Britanniába ment, hogy elősegítse a béketárgyalások létrejöttét. Fogságba kerülése után mint hadifoglyot internálták.
A németek volt külügyminiszterét, Joachim von Ribbentropot (aki már korábban, az 1944. július 20-i Stauffenberg-merénylet után elvesztette Hitler bizalmát), Hamburgban tartóztatták le, ahol Reiser néven próbált visszatérni civil életébe. Bujkálásnak az vetett véget, hogy egyik üzletfelének fia felismerte, és feljelentette. Június 14-én saját lakásán fogták el.
Göring után a legkeresettebb katona, Wilhelm Keitel, 1945. május 13-án hadifogságba esett Flensburgban, miután ötven brit repülőtiszt meggyilkolásának vádjával letartóztatták.
Ernst Kaltenbrunnert Altausseeben egy amerikai járőr fogta el. A volt rendőrtábornok ennél az osztrák városnál egy erődbe helyezte át főhadiszállását.
A fajelmélet főideológusára, Alfred Rosenbergre pedig egy kórházban találtak rá Flensburg-Mürwikben (Flensburg városrésze), ahová úgy került, hogy egy igen kellemetlen beszélgetés után (ami Dönitzcel történt) motorbalesetet szenvedett.
Voltak akik önként adták fel magukat, az egyik ilyen Hans Frank volt. Őt először a Berchtesgadenben működő hadifogolytáborba vitték május 6-án. Wilhelm Fricket pedig amerikaiak fogták el Münchenben. Hans Frankhoz hasonlóan Julius Streicher csuklóján is Berchtesgaden közelében kattant a bilincs. A Der Stürmer lap főszerkesztője festőnek álcázta magát hosszúra növesztett szakálla mögött, de amikor egy amerikai zsidó őrnagy megjegyezte, hogy mennyire hasonlít Julius Streicherre, az uszító faji propaganda irányítója elszólta magát egy „Maga honnan ismer engem?” kérdéssel. Az ötvenöt éves Walther Funk birodalmi gazdaságügyi minisztert 1945. május 11-én a Vörös Hadsereg katonái vették őrizetbe, Karl Dönitz főtengernagyot – akit Hitler utódjának nevezett meg – pedig az amerikaiak fogták el, húsznapos kormányának más tagjaival (köztük Alfred Jodl vezérezredessel, aki a Wehrmacht hadműveleti főnöke volt, és Albert Speer birodalmi fegyverkezési és hadianyag-ellátási miniszterrel).
Dönitz haditengerészeti elődjét, Erich Raedert, a szovjetek nyugdíjasként vitték Moszkvába, ahol Nürnbergbe történő szállításáig tartották fogva. Raeder 1943. január 30-a óta nem volt a haditengerészet vezetője. A vádlottak legfiatalabb tagja, Baldur von Schirach, a Hitlerjugend vezetője a Vörös Hadsereg elől Tirolba menekült, és ott Richard Falk álnéven, tolmácsként dolgozott az amerikai csapatoknál. 1945. június 5-én, Frankhoz hasonlóan, önként adta fel magát. Fritz Sauckelt, a kényszermunkatáborok munkaügyi megbízottját amerikai katonák tartóztatták le április 19-én Felső-Bajorországban, kilenc nappal azután, hogy elmenekült Weimarból. Franz von Papent, aki betöltötte mind a kancellári, mind az alkancellári posztot, fiával, Franzcal együtt saját otthonában tartóztatta le Thomas McKinley főhadnagy és a 194. Vitorlázórepülő Gyalogosezred 1945 áprilisában. Az osztrák származású Arthur Seyß-Inquartot (szintén volt kancellár) kanadaiak egy német gyorsnaszádról hozták le. A hollandiai helytartóra a Twickel-kastélytól nem messze találtak rá.
Konstantin von Neurath birodalmi külügy-, majd birodalmi miniszter, aki 1939 és 1943 között a Cseh–Morva Protektorátus birodalmi főmegbízottja volt, francia csapatok kezébe került 1946. május 6-án. Hans Fritzschére pedig a szovjetek vadásztak sikerrel. „Prédájukat” előbb Moszkvában tartották fogva, majd megegyezés után szállították Nürnbergbe. Hjalmar Schachtot egy börtönből hozták ki, ahova Hitler parancsára került az idős pénzember. Walther Funk elődje volt a birodalmi Reichsbank élén, de nem mindenben értett egyet a Führerrel, ezért rács mögé került.

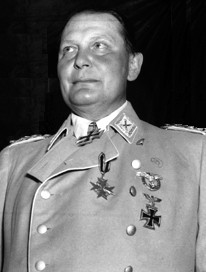
Hermann Göring
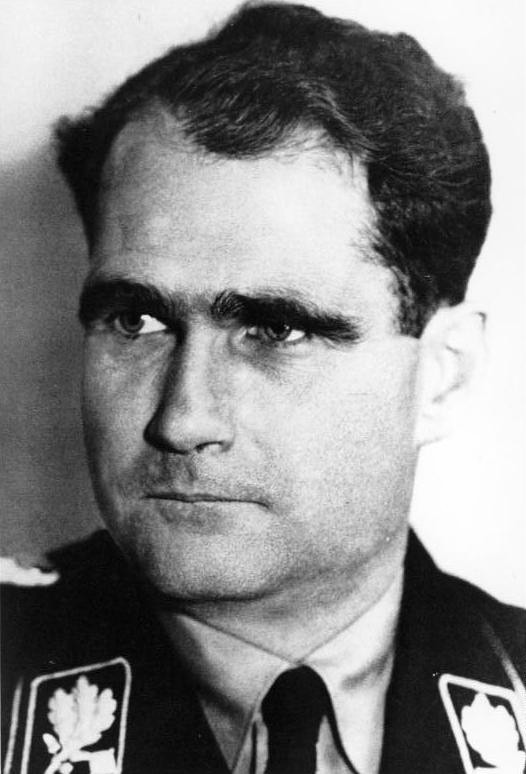
Rudolf Heß
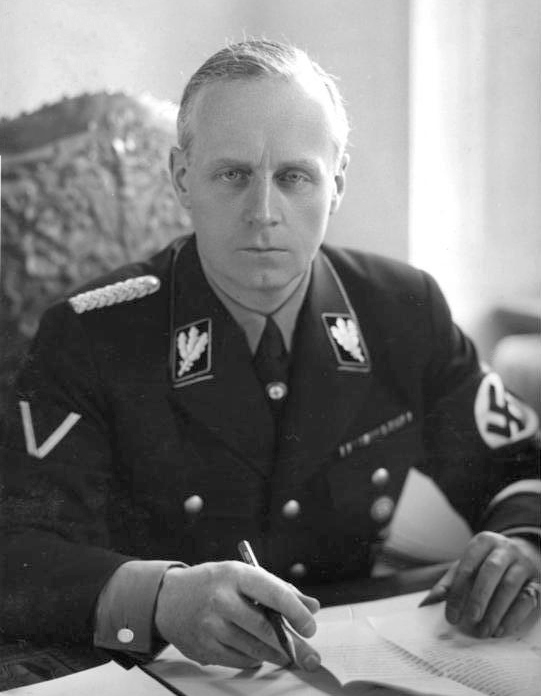
Joachim von Ribbentrop
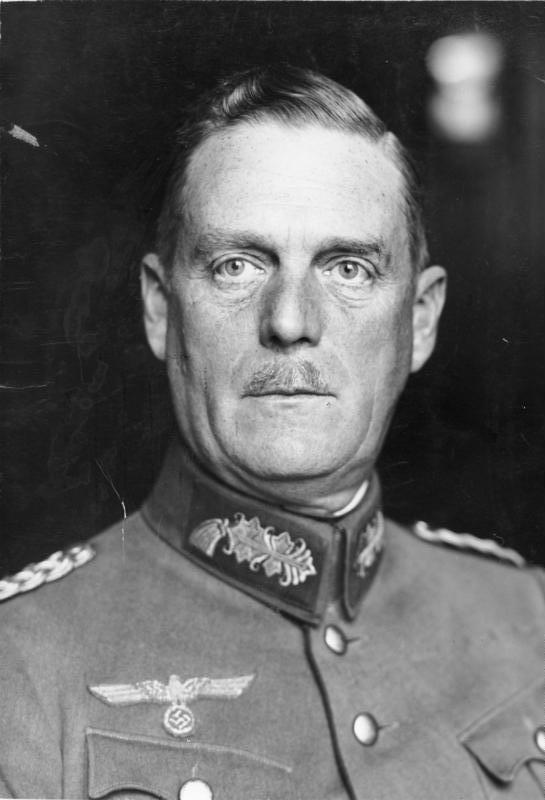
Wilhelm Keitel
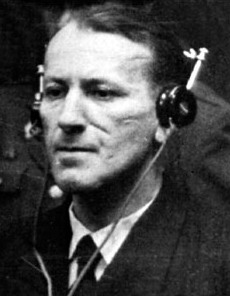
Ernst Kaltenbrunner
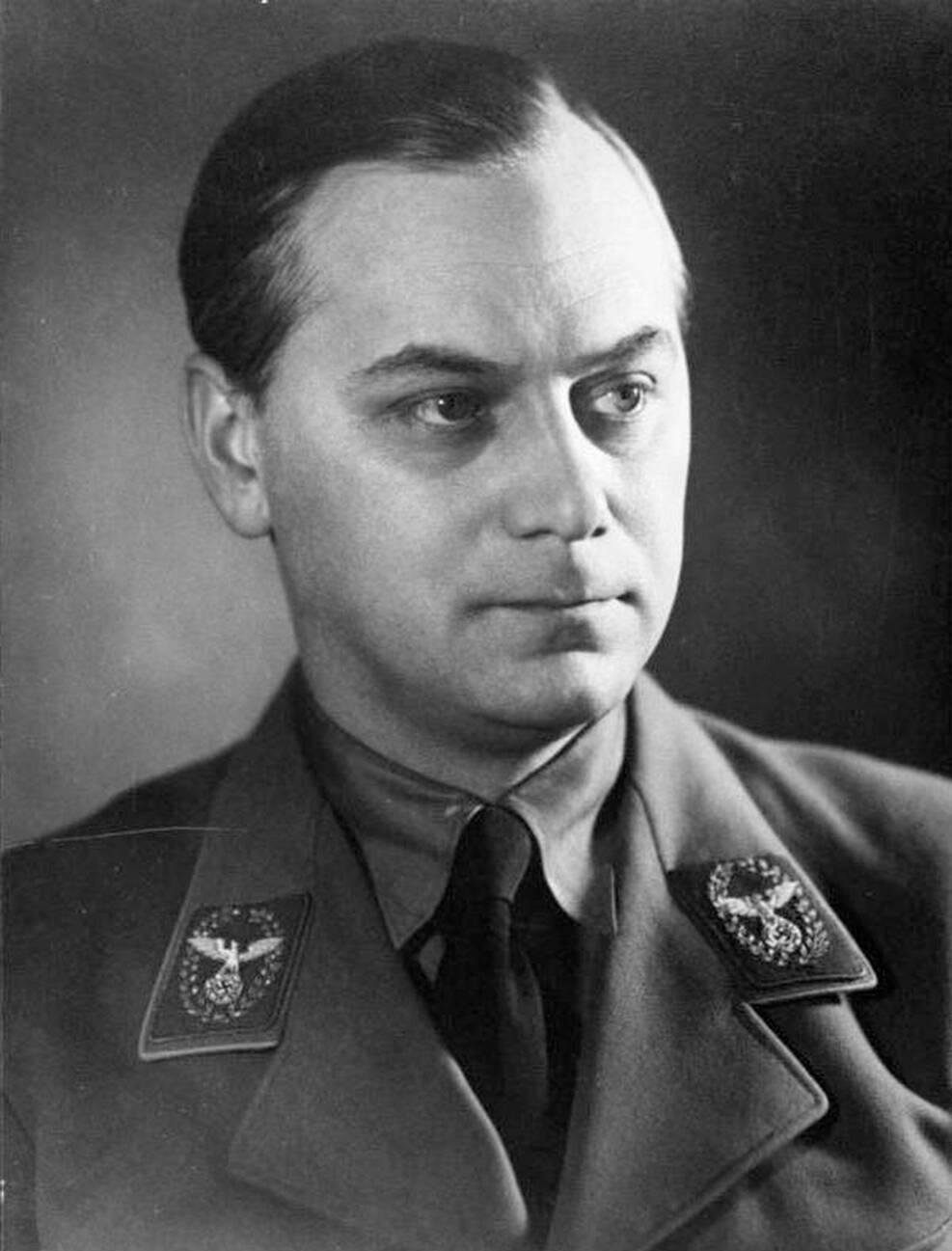
Alfred Rosenberg
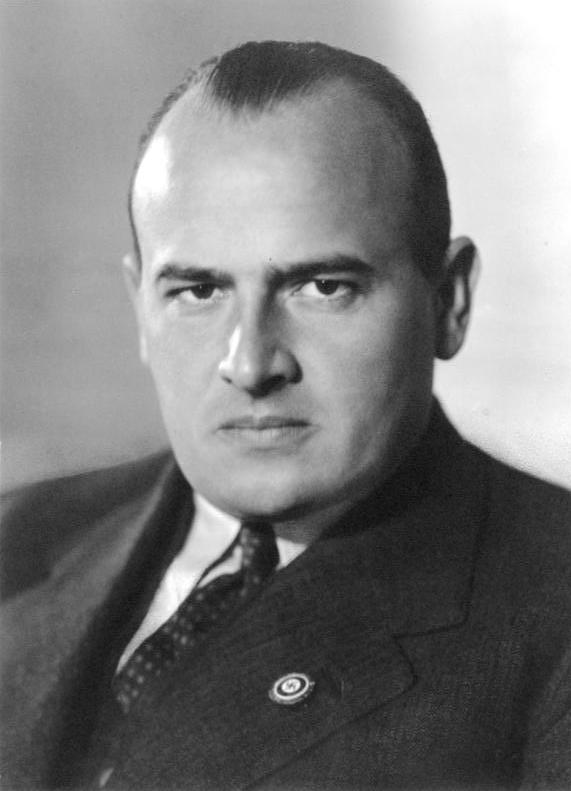
Hans Frank
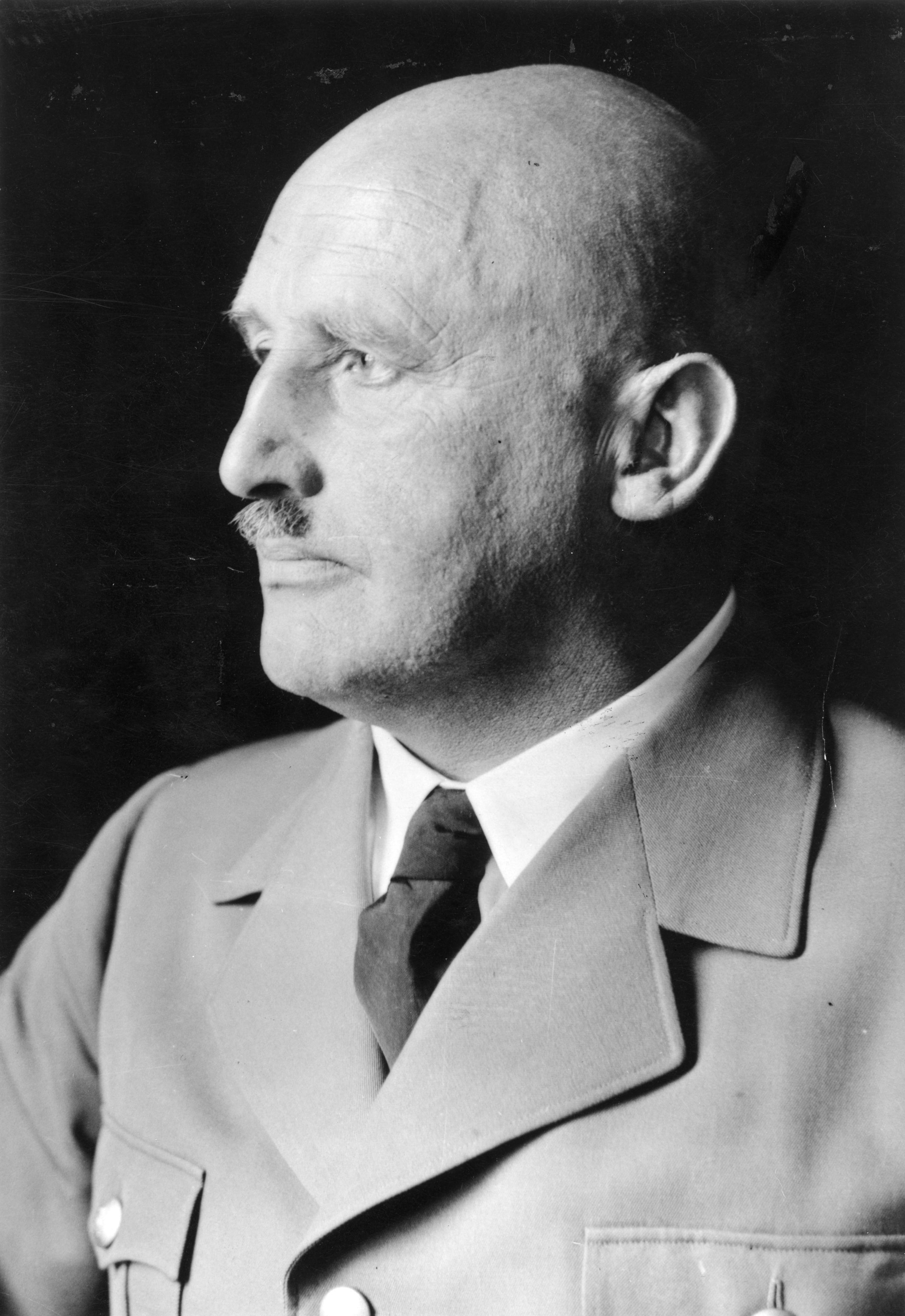
Julius Streicher
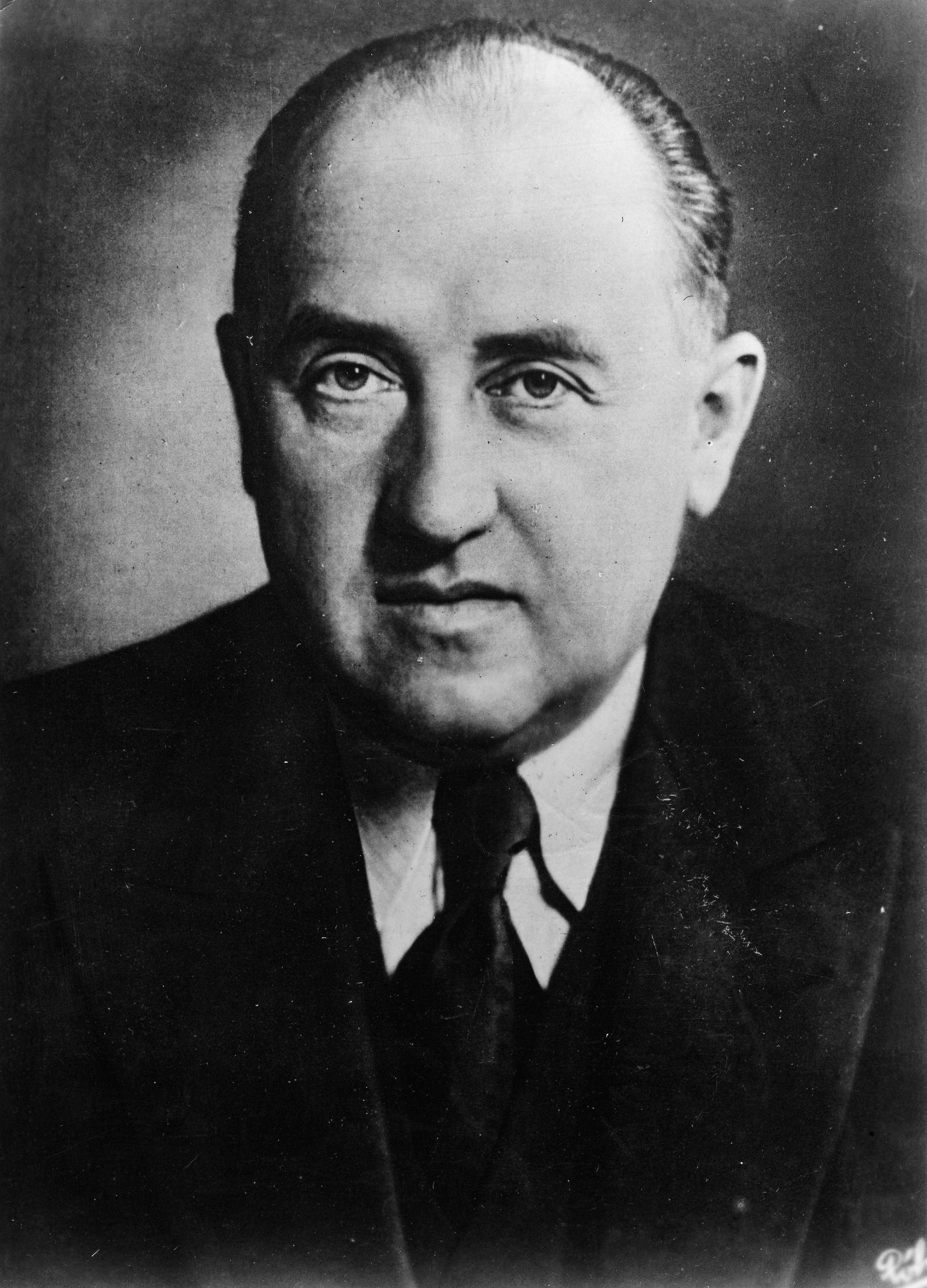
Walther Funk
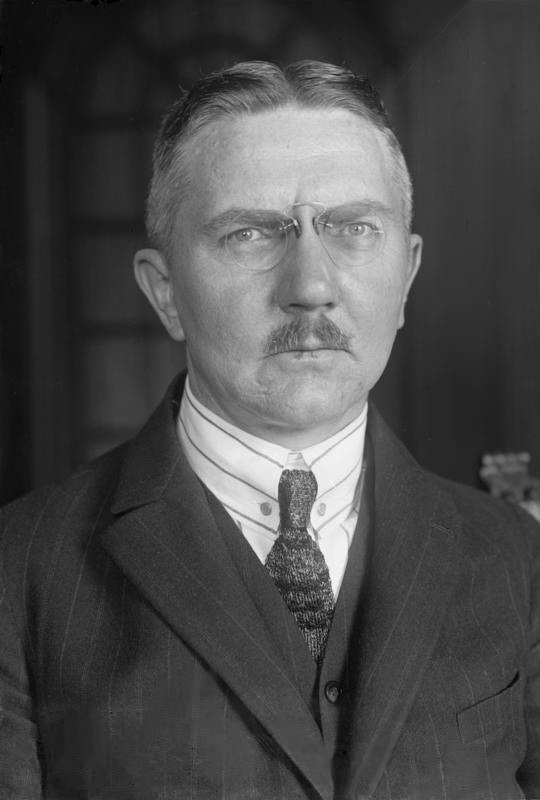
Hjalmar Schacht
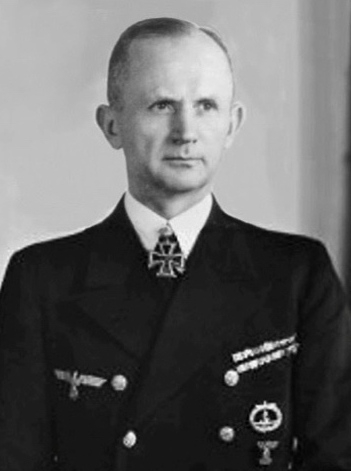
Karl Dönitz
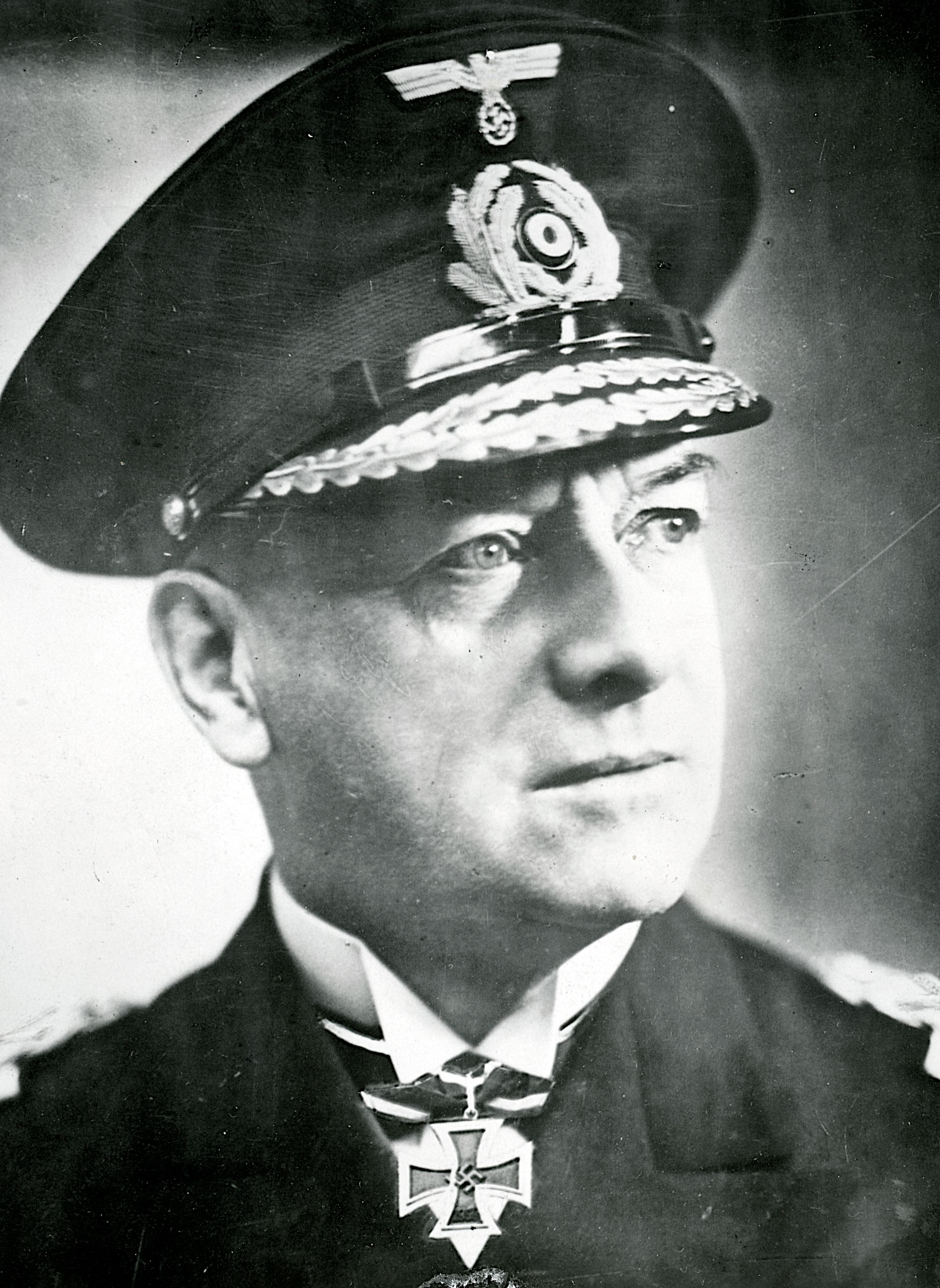
Erich Raeder
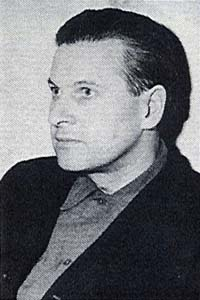
Baldur von Schirach
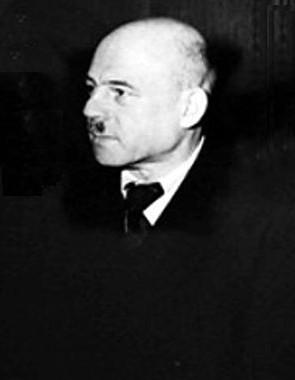
Fritz Sauckel
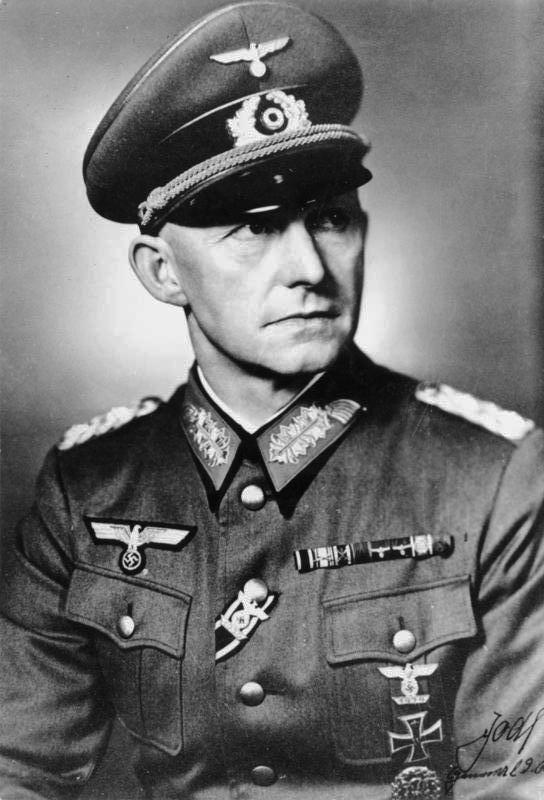
Alfred Jodl
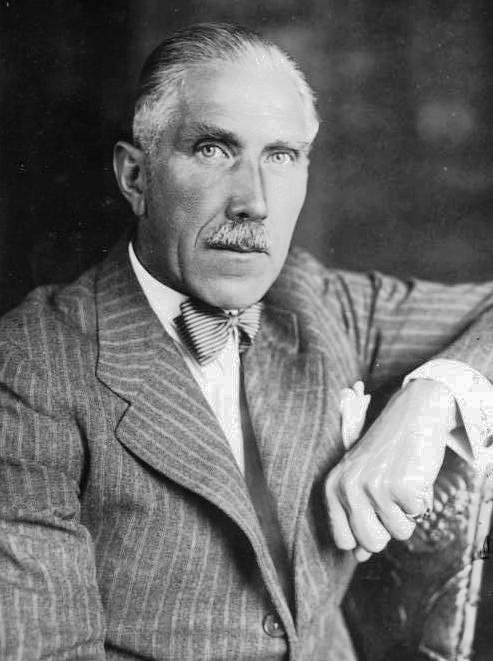
Franz von Papen
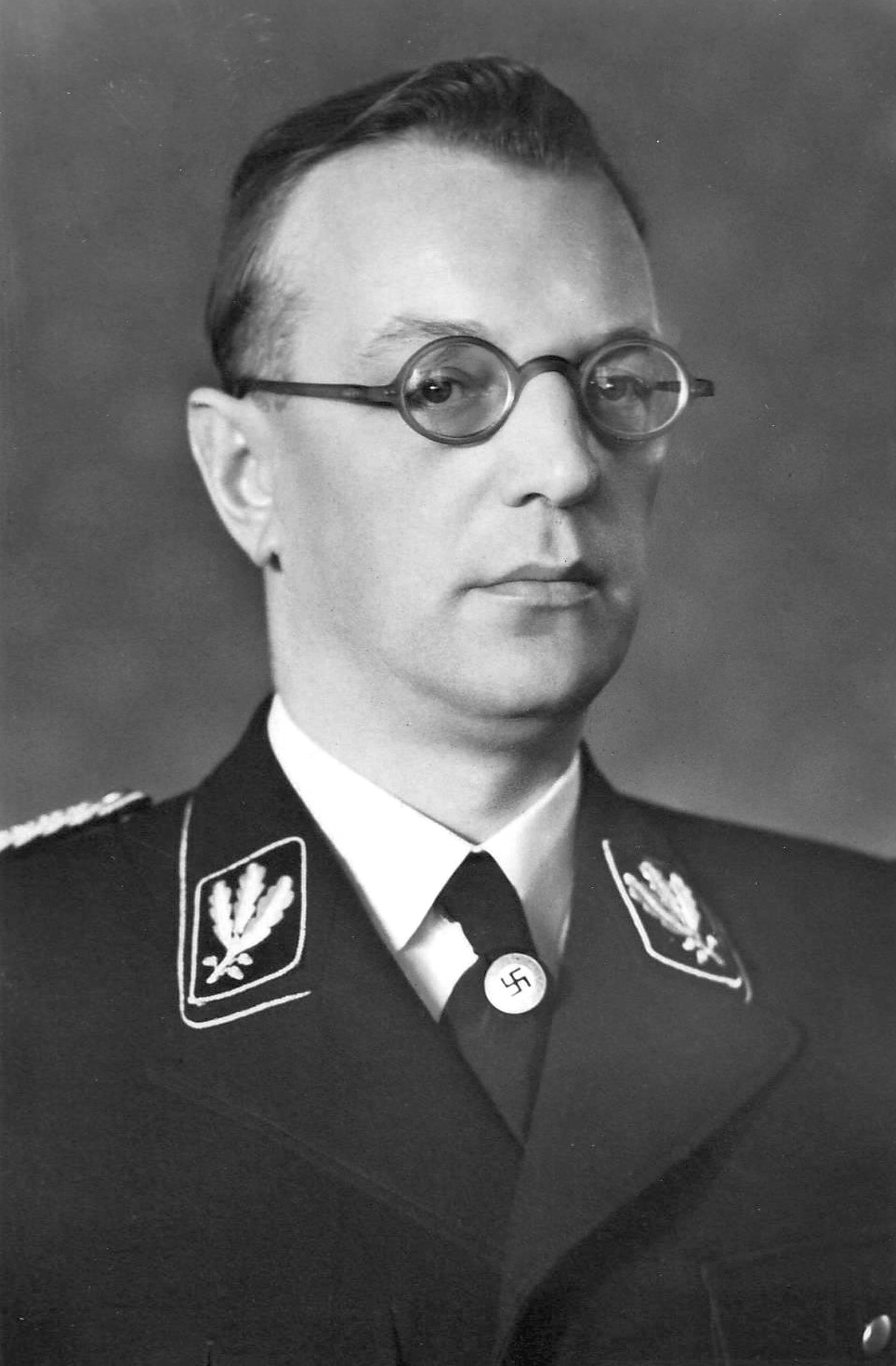
Arthur Seyß-Inquart
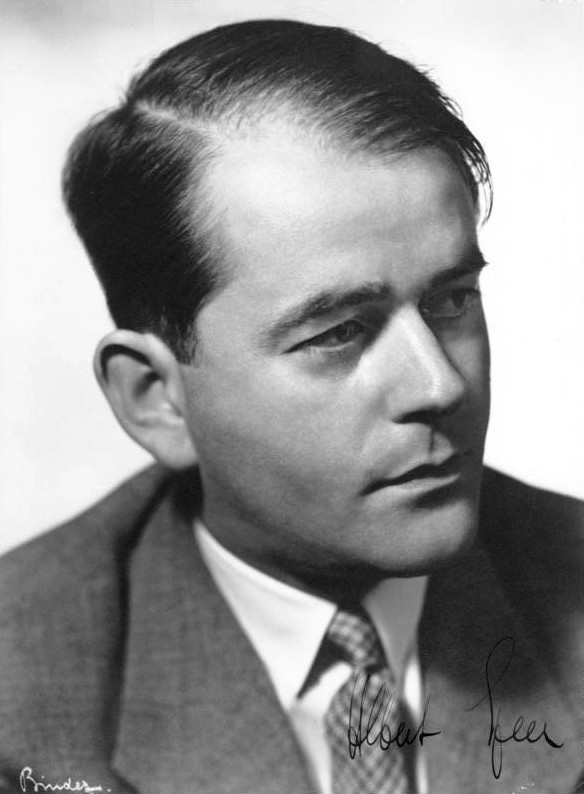
Albert Speer
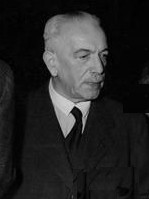
Konstantin von Neurath
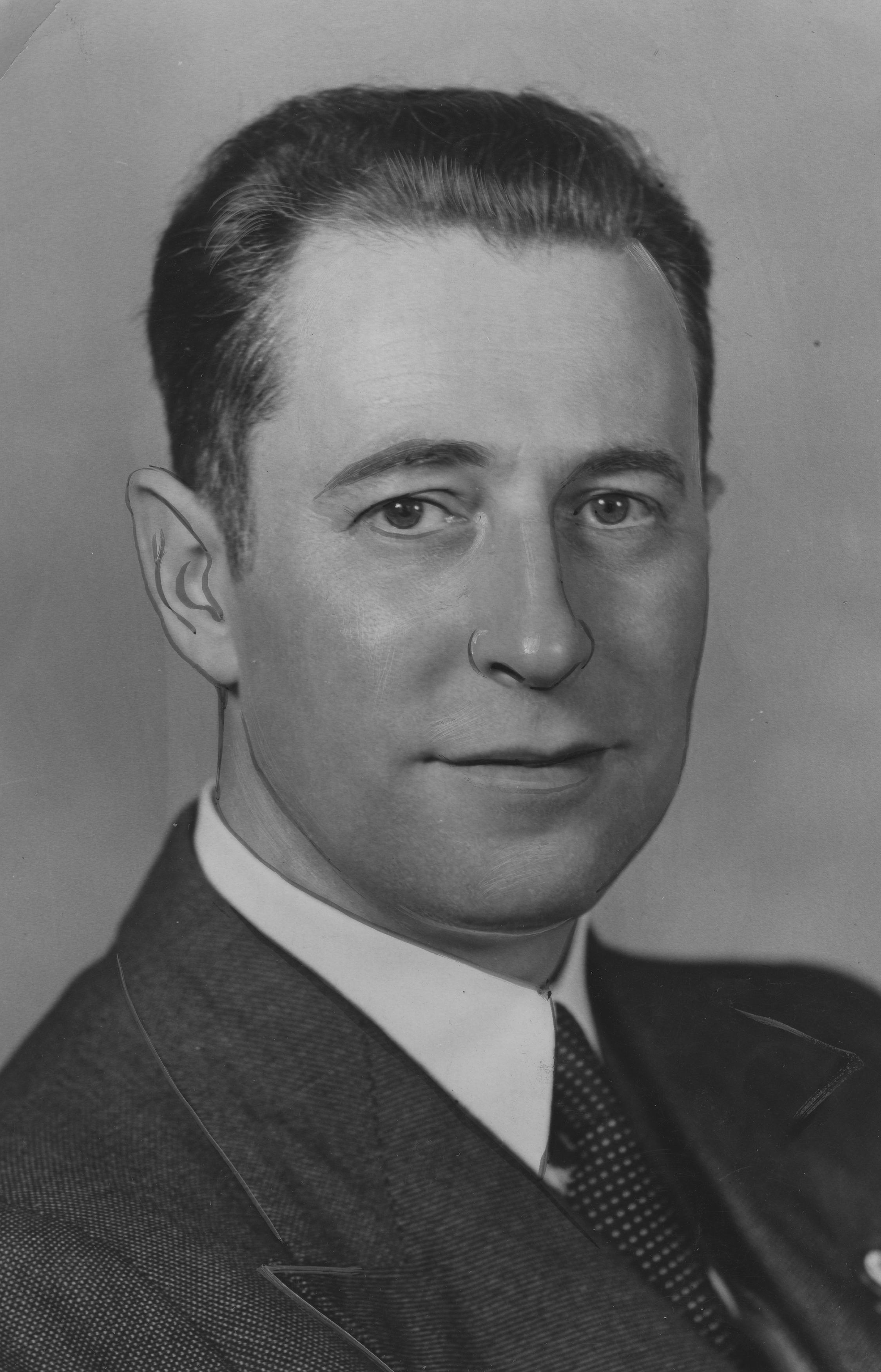
Hans Fritzsche
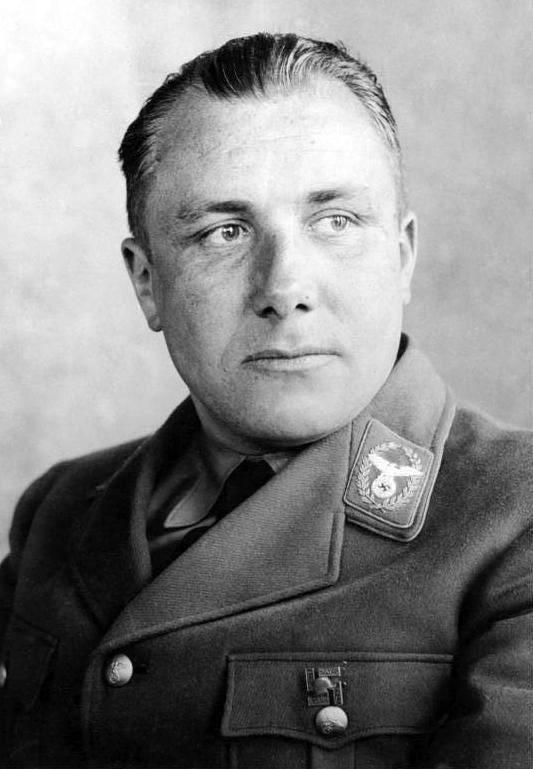
Martin Bormann

#### A vádlottak csoportok szerint
A Nemzetközi Katonai Törvényszék úgy állította össze a vádlottak listáját, hogy abban a NSDAP-rezsim minden felelős tényezője (politikusok, katonák, gazdasági és pénzügyi szakemberek, pártpropagandisták) felelősségre vonás alá kerüljön:
- Politikusok: Hermann Göring, Rudolf Heß, Martin Bormann, Joachim von Ribbentrop, Robert Ley, Franz von Papen.
- Katonák: Hermann Göring (Luftwaffe), Wilhelm Keitel, Alfred Jodl (OKW), dr. Erich Raeder, Karl Dönitz (Kriegsmarine).
- Az RSHA vezetői: Dr. Ernst Kaltenbrunner.
- A gazdasági és pénzügyi elit képviselői: Albert Speer, dr. Hjalmar Schacht, Walther Funk, dr. Gustav Krupp von Bohlen und Halbach.
- A megszállt területek parancsnokai: Hans Frank (Lengyel Főkormányzóság), dr. Arthur Seyß-Inquart (Hollandia), Alfred Rosenberg (keleti területek), Konstantin von Neurath (Cseh–Morva Protektorátus 1943-ig), Wilhelm Frick (Cseh–Morva Protektorátus 1943–1945).
- A nemzetiszocialista propaganda irányítói: Julius Streicher, Hans Fritzsche, Baldur von Schirach.[30]

#### A perre kiválasztott, további személyek, akik nem jutottak el a tárgyalásig

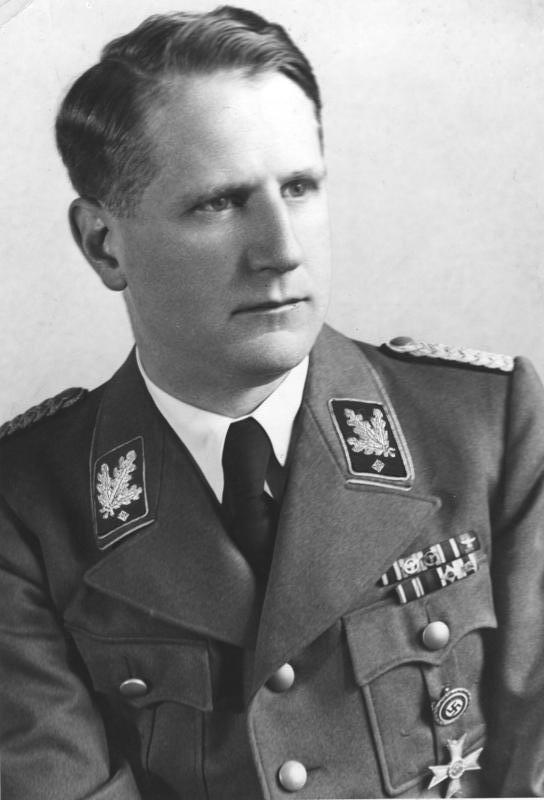
Dr. Leonardo Conti

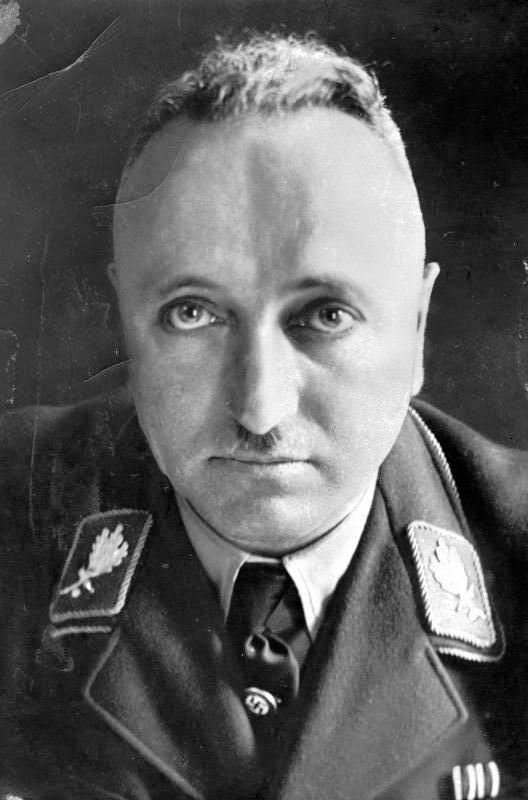
Dr. Robert Ley

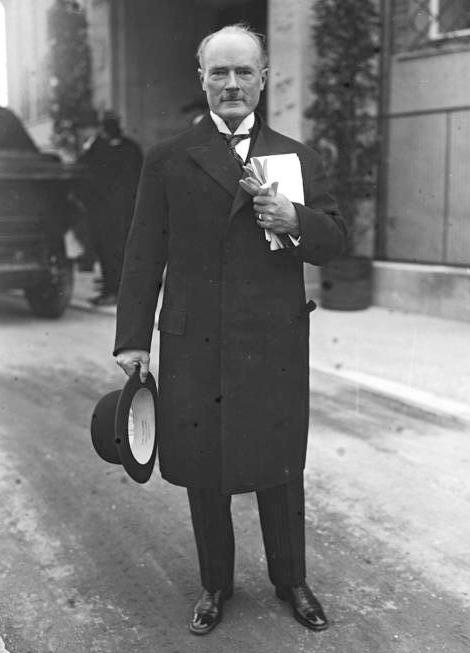
Gustav Krupp 1931-ben

Dr. Leonardo Conti – bár őt csak később állították volna bíróság elé – 1945. október 6-án cellájában felakasztotta magát. Cellájának falához állította székét, felállt rá, majd miután törülközőjének egyik végét saját nyaka, másikat az ablak vasrúdjához kötötte, leugrott. Halála előtt húszoldalnyi nyilatkozatot írt, amelyben összefoglalta mind politikai, mind orvosi karrierjét és Hitler egészségi állapotát a végnapokban.
Andrus ezredes ekkor rendelkezett arról, hogy börtönablakokról mindenféle kiálló dolgot (rudat, kampót) el kell távolítani, valamint, hogy a székeket nem szabad négy lábnál közelebb tenni az ablakhoz.
Az intézkedések ellenére október 25-én újabb öngyilkosság történt, amit dr. Robert Ley, a Német Munkaszervezet vezetője követett el, aki cellájában, kabátja cipzárjának egyik végét a WC-tartályra, míg másik végét saját nyakára kötötte, szájába pedig összetépett alsónadrágot tömött egyrészt a gyorsabb fulladásért, másrészt, hogy az őrök ne hallják nyögéseit. Leyt mint a Rajna-vidék helytartóját akarták vád alá helyezni. Titokban temették el egy jeltelen sírban. Haláláról Göring így nyilatkozott: „Jobb is, hogy meghalt, mert nem tudom, hogyan viselkedett volna a per folyamán.”
A nemesi származású Gustav Krupp von Bohlen und Halbach sikeresnek mondható gyártulajdonos volt a háború előtt és alatt, amikor aktívan segítette Hitlert terveinek végrehajtásában. A háború után a gyárost a britek nyomására akarták vád alá helyezni, de az akkor már hetvenöt éves férfi olyan rossz egészségi állapotban volt, hogy ügyvédje kérelmet nyújtott be, melyben azt kérte, hogy védencét ne állítsák bíróság elé és távollétében se ítélkezzenek felette. 1945-ben dr. Otto Gerke, Gustav Krupp háziorvosa, beadványban tanúsította, hogy páciense egészségi állapota nem teszi lehetővé, hogy részt vegyen a tárgyaláson. Az idős üzletembert ugyanis 1942–43-ban kétszer is szélütés érte, aminek következtében nem tudott beszélni, s képtelen volt összefüggésében megérteni azt, amit mondtak neki. November 6-án ezt egy hattagú nemzetközi orvoscsoport (tagjai: R. R. Tunbridge, René Piedelévre, Nyikolaj Kursakov, Jevgenyij Szepp, Jevgenyij Krasznuskin, Bertram Schaffner) is alátámasztotta. Jelentésükben leírták, hogy a vizsgált személy már abba is belehalhat, ha Nürnbergbe szállítják. A bizottság vezetője, Harry Phillimore ezredes azt jelentette az amerikai külügyminisztériumnak, hogy „Gustav Krupp »élőhalott«, a család már előkészítette a temetésre a ruháját, felolvasták a végakaratát, bármelyik nap elköltözhet az árnyékvilágból.”
Egy személyt, mégpedig Martin Bormannt, aki Heß távozását követően vált Hitler jobbkezévé, távollétében vonták vád alá. Ügyvédje, dr. Friedrich Bergold kérte, hogy hagyják ki a perből, de érvként csak annyit tudott felhozni, hogy védence valószínűleg halott. Az ügyvéd kérelmét elutasították, és a volt pártkancellár neve is felkerült a véglegesített listára. Bár nem volt jelen, ügyét a többiekéhez hasonlóan tárgyalták.

#### Nem személyi vádlottak
Az eljárásba fogott személyeknek e módon történő kiválogatása nemcsak a felelősök széles körű bírósági kivizsgálására szolgált, hanem arra is, hogy rajtuk keresztül az egész német állami struktúrát el lehessen ítélni. Ám ez csak az NSDAP felső vezetése, a Gestapo, az SD és az SS esetében járt sikerrel.

## A fogva tartás körülményei

### Mondorf-les-Bains, a „lőporos hordó”

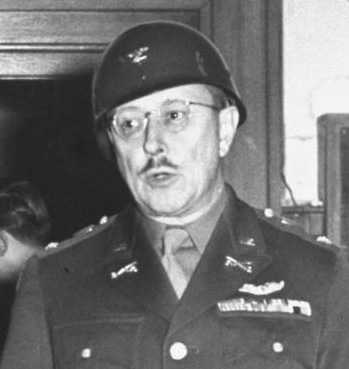
Burton C. Andrus

1945. májusban Burton C. Andrus ezredest utasították, hogy utazzon Mondorf-les-Bains-be, és vegye át az Ashcan fedőnevet viselő, titkosszolgálati központ parancsnokságát, vagyis felelős parancsnoka lett a legmagasabb rangú elfogott és fogságban tartott német rabokat őrző alakulatoknak. Mondorfban (a háború előtt kedvelt fürdőzőhely volt) a foglyokat nem börtönben őrizték, hanem a város számtalan szállodáinak egyikében, a Palace Hotelban. Andrus megérkezésekor, már a hotel „kényelmét élvezte” Arthur Seyß-Inquart, Albert Kesselring, Philipp von Hessen és Horthy Miklós is. Később érkezett meg Göring, Streicher, Ley és még néhányan. Utóbbi kettőt a kezdetektől fogva kiközösítették a többiek, és Ley öngyilkosságáig egymás társaságára voltak utalva. Hans Frankot mentőautóval vitték a hotelig, öngyilkossági kísérlete miatt még nem tudott lábra állni. Pár hónappal azután, hogy az ezredes átvette a parancsnokságot, utasítást kapott, hogy a foglyokat szállítsa át Nürnbergbe, ahol tárgyalást fognak lefolytatni velük szemben. 1945 augusztus 12-én két repülővel meg is történt a parancs végrehajtása. A további prominens személyek (mint Rudolf Heß és Ernst Kaltenbrunner) már ideérkeztek, mindkettejük Angliából.

### A börtön Nürnbergben
A többemeletes épület az Igazságügyi Palota háta mögött helyezkedett el. A körülbelül 3×4 méteres cellák az egész épületet behálózták. A zárkákat puritán módon rendezték be. Mindössze egy priccs, egy kis faszék és egy kis asztal alkotta a bútorzatot. Ezek lábait a padlóhoz erősítették. Az ablakok a börtönudvarra néztek, az ajtókra szerelt kis ablakokon át (a cellák innen kapták a fényt is) pedig a rabokat figyelték. A figyelés alól csak a cellákban kialakított WC volt kivétel.

#### Napirend

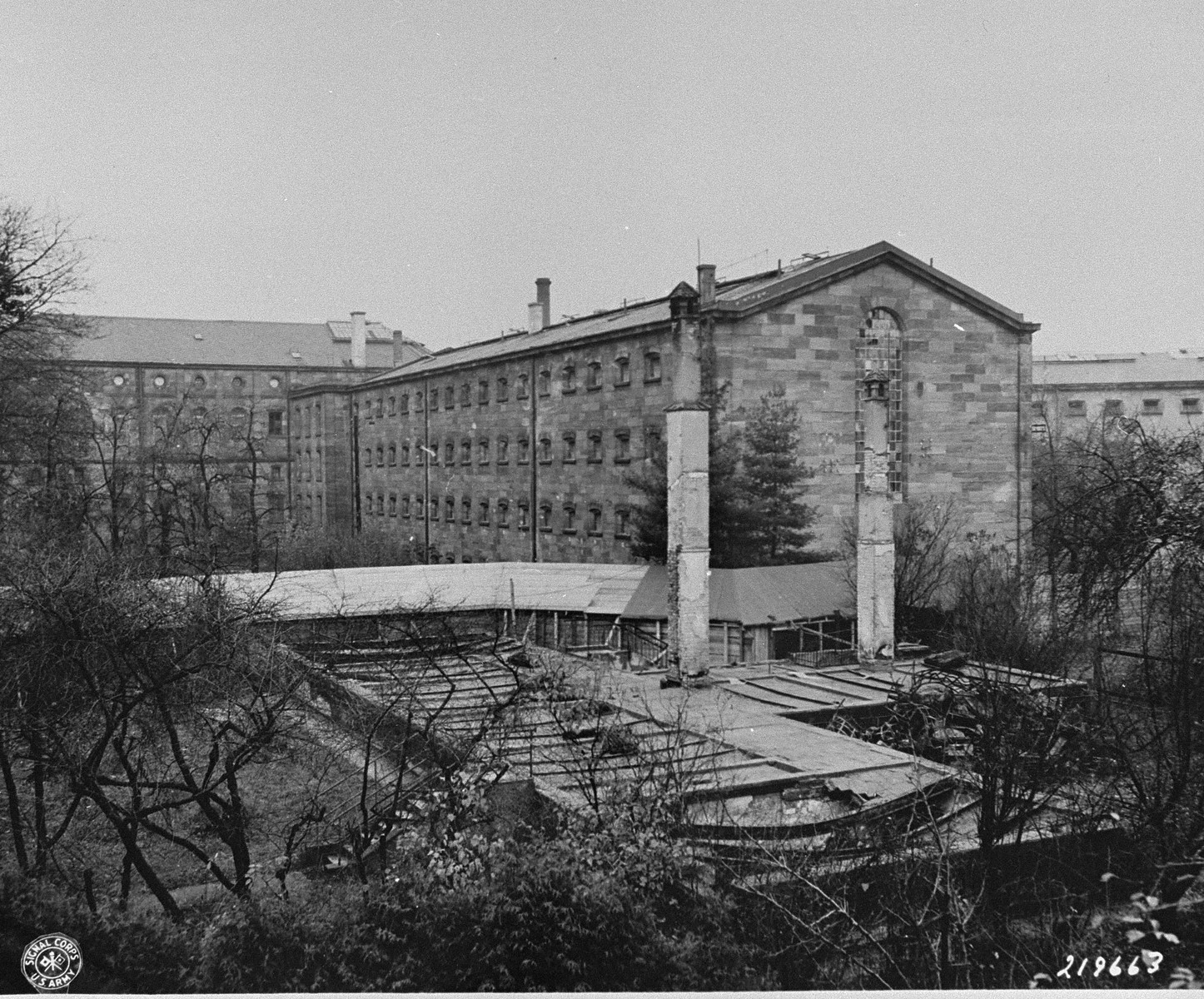
A börtönnek ebben a szárnyában tartották fogva a főbűnösöket

A foglyokat reggel nyolc órakor keltették, és miután kitakaríttatták velük zárkájukat, egyesével kísérték át az Igazságügyi Palotába. Ezt az utat egy föld alatt kialakított folyosón tették meg. A tárgyalásokat általában kilenc órakor kezdték meg, majd egy ebédszünet után folytatták. A foglyok ilyenkor együtt ebédeltek, Gustav Gilbert figyelmétől kísérve. Később az ő javaslatára Andrus ezredes különböző csoportokban elkülönítette őket egymástól. Hat ilyen csoportot hoztak létre:
1. Az „Ifjúsági ebédlő”-be Speer, Fritzsche, von Schirach és Funk került, mégpedig azzal a céllal, hogy Speer és Fritzsche kivonja a másik kettőt Göring befolyása alól.
2. Az „Idősek ebédlője” volt von Papené, von Neurathé, Schachté és Dönitzé. Ennek célja az idős, konzervatív vádlottak, Schacht általi befolyásolásának kísérlete volt arra, hogy megbélyegezzék Hitlert és Ribbentropot, valamint, hogy Dönitz a hatásuk alá kerülve nem érez majd állandó konfliktust „tiszti becsületével”.
3. Frank, Seyß-Inquart, Keitel, Sauckel csoportjával azt próbálták elérni, hogy Keitelt különválasszák Göringtől, és inkább Frank szenvedélyes kinyilatkoztatásait hallhassa, amint az megbélyegzi Hitlert. Gilbert tudta, hogy ez a csoport nem lesz túl közlékeny, de azt remélte, hogy némi bűntudatot tanúsít majd.
4. A legnehezebben kezelhetőek csoportját Raeder, Streicher, Heß és Ribbentrop alkotta. Gilbert úgy okoskodott, hogy az ebben a csoportban lévők nemigen fognak beszélni egymással. Ennek okait Streicher jelenlétében, Heß titkolózásában, Raeder óvatosságában és Ribbentrop elkeseredett hangulatában látta. Remélte, hogy ily módon semlegesíteni tudja őket.
5. Jodl, Frick, Kaltenbrunner és Rosenberg.
6. Ezt a csoportot egyedül Göring képviselte.[38]

A napi tárgyalás után, szintén egyesével visszakísérték a foglyokat a börtönépületbe, ahol dolgozhattak védelmükön. Gilbert doktor, vagy a lelki támaszt nyújtó lelkész, illetve páter is ilyenkor látogatta meg őket. Este kilenckor utasították a foglyokat a lefekvésre. Az alvást oly módon szabályozták, hogy háton kellett feküdniük, arccal az ajtó felé, és kezüket a takaró felett kellett tartaniuk. Napi egy mosakodás valamint borotválás (utóbbit egy hadifogoly borbély végezte őr felügyelete mellett, biztonsági borotvával), és heti egy zuhanyozás (ezt egy alapos motozás előzte meg) jelentette a tisztálkodást.

#### A pszichológiai tesztek
A fogva tartás, természetesen, negatív kihatással volt a foglyok pszichikai állapotára, ezért a börtön vezetésének utasítására napközben több pszichológus és pszichiáter beszélgetett velük, és tartotta megfigyelés alatt őket. William H. Dunn, Douglas M. Kelley, Gustave M. Gilbert, Richard Worthington nemcsak a cellájukban figyelte meg a vádlottakat, de a tárgyalóteremben és a kihallgatószobákban is. Tevékenyen részt vettek a fogvatartottak jó elme- és kedélyállapotban tartásában, valamint a pszichotikus vagy depressziós tüneteik csökkentésében. A vád alá helyezett személyeknek – elméjük pontosabb megfigyelésének érdekében – több teszten is át kellett esniük.
A teszteket még a tárgyalás előtt készítették el. Gustav Gilbert kiadott könyvében részletezi az amerikai Wechsler-Bellevue-féle, felnőttek részére szolgáló intelligenciateszt saját maga által átdolgozott vizsgálatainak eredményeit.
A teszt a következőkből állt:
- A.) Az emlékezőtehetség és a fogalmak alkalmazásának vizsgálata (szóbeli tesztek):

1. Növekvő hosszúságú számsorok megjegyzése.
2. Fokozatosan nehezebbé váló számtani feladatok.
3. Ítélőképességre vonatkozó kérdések.
4. Hasonló hangzású szavak jelentésének fogalmi tisztázása.

- B.) A megfigyelőképesség és appercepció, valamint a motorikus idegrendszer együttműködésének vizsgálata:

1. Helyettesítési teszt (különböző szimbólumok számokkal való helyettesítése).
2. Tárgyak összerakása (a gyerekjáték mintájára, amelynél egy színes ábrát darabjaiból kell összerakni).
3. Előrajzolt minták színes kockákból való kirakása.
4. Képek hiányzó részeinek felismerése.

A tesztekből standard sorozatot állítottak össze, s a Wechsler-Bellevue-rendszer alapján számították. A foglyok az alábbi eredményeket érték el: Schacht 143, Seyß-Inquart 141, Göring és Dönitz 138–138, Papen és Raeder 134–134, Frank, Fritzsche és Schirach 130–130, Ribbentrop és Keitel 129–129, Speer 128, Jodl és Rosenberg 127–127, Neurath 125, Funk és Frick 124–124, Heß 120, Sauckel 118, Kaltenbrunner 113, Streicher 106 pont.
A tesztekből kiderült, hogy a vádlottak szellemi képességeik teljes birtokában voltak, és készen álltak a tárgyaláson való részvételre.

## A per

### Vádirat
A vádirat az alábbi fő bűncselekményeket tartalmazta:
1. Béke elleni bűncselekmények.
2. Emberiesség elleni bűncselekmény.
3. Háborús bűncselekmények.
4. Összeesküvés az előző három bűncselekmény elkövetésére.

Az első, még előkészítő ülést Berlinben 1945. október 18-án tartották, majd november 20-ától Lord Geoffrey Lawrence elnökletével Nürnbergben megkezdődött a per. 1946. október 1-jéig, az ítélethirdetésig, 236 tanút hallgattak meg, negyedmillió írásbeli tanúvallomást használtak fel és egy tizenötezer oldalas jegyzőkönyvet készítettek. A per során fontos párt- és rendvédelmi intézményeket nyilvánítottak bűnszervezetté.

### Veszélyeztető körülmény

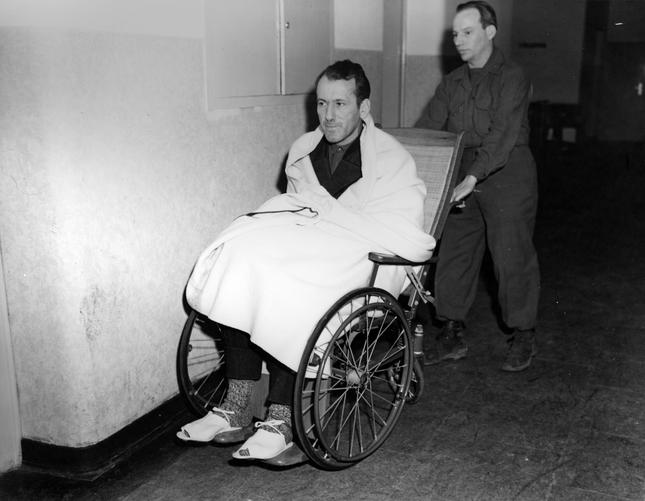
Ernst Kaltenbrunner az agyvérzés után

Bár a tárgyalás előkészületei úgymond zavartalanul zajlottak, a per kezdetét váratlan incidens zavarta meg: Ernst Kaltenbrunner rosszulléte. Agyhártyagyulladás tüneteivel szállították kórházba, és félő volt, hogy az egész tárgyalást el kell halasztani, valamint mindenkit karanténba kell zárni, aki bármilyen módon érintkezett vele. Azonban a volt bécsi rendőrfőnöknek nem meningitisze volt, hanem egy könnyebb lefolyású agyvérzésen esett át (pontosabban a pókhálóburok alatti térben vérzett be – szubarachnoid haemorrhagia). Ezzel egy veszélyes akadály hárult el, és meg lehetett kezdeni a tárgyalás lefolytatását.

### Az ítéletek meghozatala
Szeptember 2-án – előzetes konzultációk után – a nyolc bíró két hosszabb zárt ülésszakon egyeztette a vádlottakkal és a perbe fogott szervezetekkel kapcsolatos álláspontját. Az ítéletek előkészítésében, vitájában mind a nyolc, a végső döntések meghozatalában azonban már csak a négy főbíró vett részt. Az ő döntéseik, illetve szavazataik döntötték el az egyes vádlottak további sorsát. A londoni egyezményhez csatolt statútum értelmében az ítélet meghozatalához a négy bírói véleményből legalább három véleménynek egyeznie kellett ahhoz, hogy ítélet születhessen. A bírók a vádlottak feletti ítéleteiket a vádiratnak megfelelő sorrendben hozták, s csak abban az esetben halasztották el a döntést, ha a vélemények ütközése (2–2) miatt az első szavazás alkalmával nem tudtak dönteni.
Az ítéletek döntő többségét viszonylag gyorsan és egyetértésben hozták meg, más esetekben viszont Nyikitcsenko csaknem mindig egyedül maradt nyugati kollégái véleményével szemben. A francia bíró, Donnedieu de Vabres hozta a legenyhébb ítéleteket (de ő a brit és amerikai kollégáival ellentétben egyik vádlottat sem akarta szabadlábra helyezni), Nyikitcsenko viszont minden vádlottra halálos ítéletet kért, s külön beadványban kérte a felmentésre javasolt vádlottak vétkességének megállapítását. Az ítéletek megvitatása során a britek, a franciák és a szovjetek nem vettek igénybe külső tanácsadókat, az amerikaiak viszont meghívták Quincy Wrightot, a Chicagói Egyetem professzorát és Herbert Wechslert, a Columbia Egyetem professzorát. Ezeknek az ülésszakoknak a részleteit Francis Biddle amerikai bíró naplójában jegyezte fel.

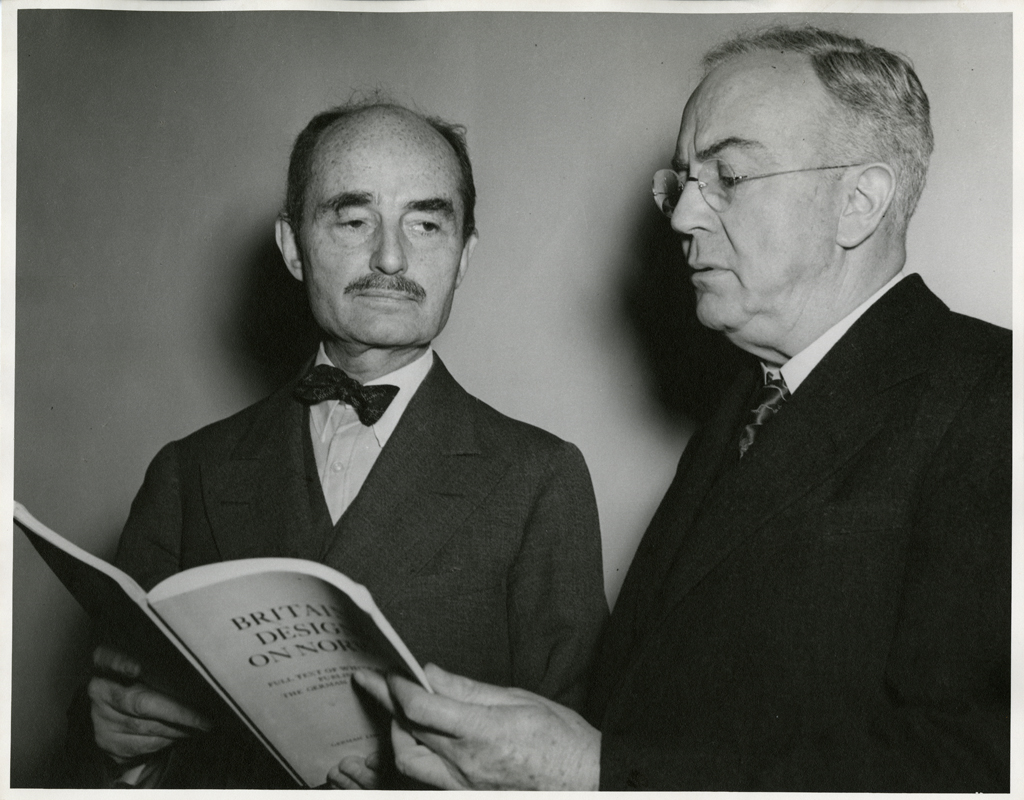
A két amerikai bíró: Francis Biddle és John J. Parker

Hermann Göringet valamennyien minden vádpontban bűnösnek találták, bár de Vabres elviekben felmentette az összeesküvés vádja alól. A birodalmi marsallal ellentétben, Hitler egykori helyettesének, Heßnek (aki felettesének lejegyezte a Mein Kampfot) az esetében nem volt ekkora az egyetértés. A legtöbben bűnösnek találták az első és második vádpontban (de Vabres természetesen az elsőben szintén felmentést javasolt), de a harmadikban és a negyedikben szerepét eltérően ítélték meg. Nyikitcsenko valamennyi pontban bűnösnek találta. A volt pezsgőárusból külügyminiszterré avanzsált Joachim von Ribbentropot, de Vabres kivételével szintén minden vádban bűnösnek találták. De Vabres hangsúlyozta, hogy fenntartja álláspontját az első vádponttal kapcsolatban, és ezt innentől fogva kiterjesztette az összes vádlottra. Wilhelm Keitel esetében nem volt vita. Őt mind a négy vádpontban bűnösnek találták. Alfred Jodl esetében csak az amerikaiak, a szovjetek, Birkett és Falco között volt teljes egyetértés, miszerint minden vádpontban bűnös, de Vabres azonban az elsőben és negyedikben, Sir Lawrence pedig a negyedikben ártatlannak vélte.

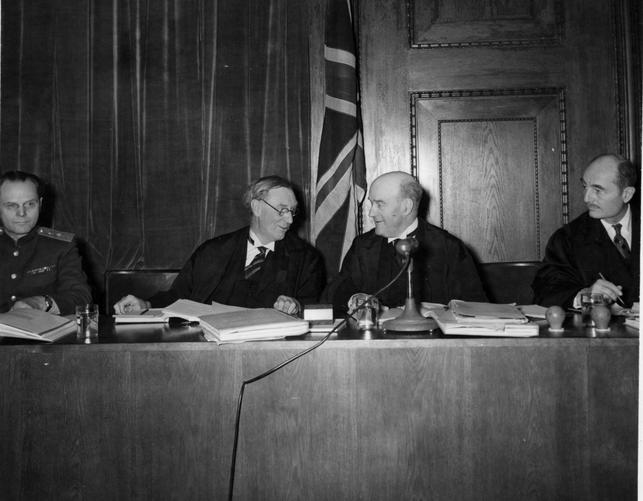
Középen a két angol bíró: Sir Norman Birkett és Sir Geoffrey Lawrence

Alfred Rosenbergnél másképpen tértek el az álláspontok. Falco és Sir Lawrence (mindketten életfogytiglan tartó börtönt javasoltak), Nyikitcsenko és Volcskov minden vádpontban bűnösnek találta. De Vabres itt a második vádpontot kétségesnek vélte. Az amerikaiak mindkét álláspontot tudomásul vették. A volt lengyel helytartót, Hans Frankot az első, a harmadik és a negyedik vádpontban bűnösnek nyilvánította Volcskov, Birkett és a két amerikai bíró. Donnedieu de Vabres ismét az első vádponttal kapcsolatosan hangoztatta kétségeit, Nyikitcsenko pedig a legtöbb esethez hasonlóan az összes vádpontban bűnösnek találta. Wilhelm Fricket a szovjetek és a britek mind a négy, Falco és Parker csak az első és harmadik vádpontban hozta ki bűnösként.
Ernst Kaltenbrunner a hosszabban vitatott esetek közé tartozott. Az RSHA egykori vezérét Biddle, Falco és Donnedieu a harmadik és negyedik vádpontban bűnösnek, az elsőben és másodikban ártatlannak tartotta. Volcskov és Sir Lawrence is az elsőben, Nyikitcsenko mind a négyben bűnösnek. A legkomplikáltabb Martin Bormann elítélése volt. Parker és Biddle javaslata szerint a bíróságnak meg kellett volna elégedni a Reichsleiter halottá nyilvánításával. De de Vabres és Birkett ragaszkodott ahhoz, hogy mind a négy vádpontban ítéljék el. A szovjetek az elítélés mellett azzal érveltek, hogy a bíróságnak nem áll rendelkezésére elég bizonyíték arra, hogy valóban meghalt.

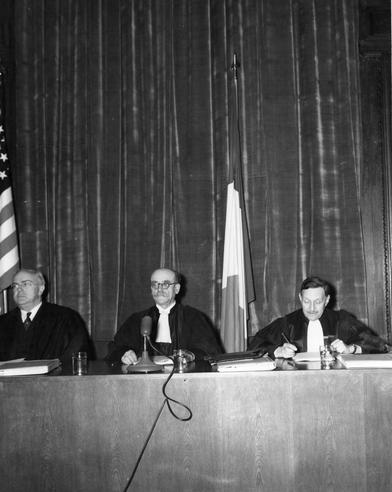
Középen Henri Donnedieu de Vabres bíró, tőle balra Robert Falco bíró

Arthur Seyß-Inquartnál ismét nagy volt az egyetértés abban, hogy mind a négy vádpontban bűnös. A hollandiai helytartónál Biddle fogalmazott meg fenntartásokat az első és második vádpont esetében. Abban is nagy volt az egyetértés, hogy Julius Streichert halálra ítéljék, de abban, hogy milyen indokkal, már korántsem.
A bankár Walther Funkot is négy vádpontban indítványozta elítélni Falco, Parker, Lawrence, Birkett, Nyikitcsenko és Volcskov. Donnedieu de Vabres az elsővel kapcsolatban újfent ellentétes véleményt fogalmazott meg, és ezúttal Birkett is mellé állt. Fritz Sauckelnél a szovjetekkel ellentétben (ők mindegyikben) a bírók csak a harmadik és negyedik vádpontban érezték úgy, hogy bűnös. Albert Speert szintén a harmadik és negyedik vádpontban mondták ki bűnösnek, de Parker és Birkett hajlott ennek kimondására az első és második vádpont esetében is. Későbbi mérlegelésük alkalmával viszont felülbírálták erre vonatkozó javaslatukat. Konstantin von Neurathot csak az amerikaiak elnézősége mentette meg az akasztófától. Rajtuk kívül minden bíró bűnösnek jelölte mind a négy pontban.

A bírók ezt követően néhány napra felfüggesztették az egyéni vádlottak értékelését, s a következő napokban a vádiratban szereplő szervezetekről fejtették ki az álláspontjukat, majd az első vádponttal kapcsolatosan de Vabres álláspontját vitatták meg. Az egyéni vádlottakra szeptember 6-án tértek vissza. Dr. Hjalmar Schacht esetében erősen megoszlottak az álláspontok.

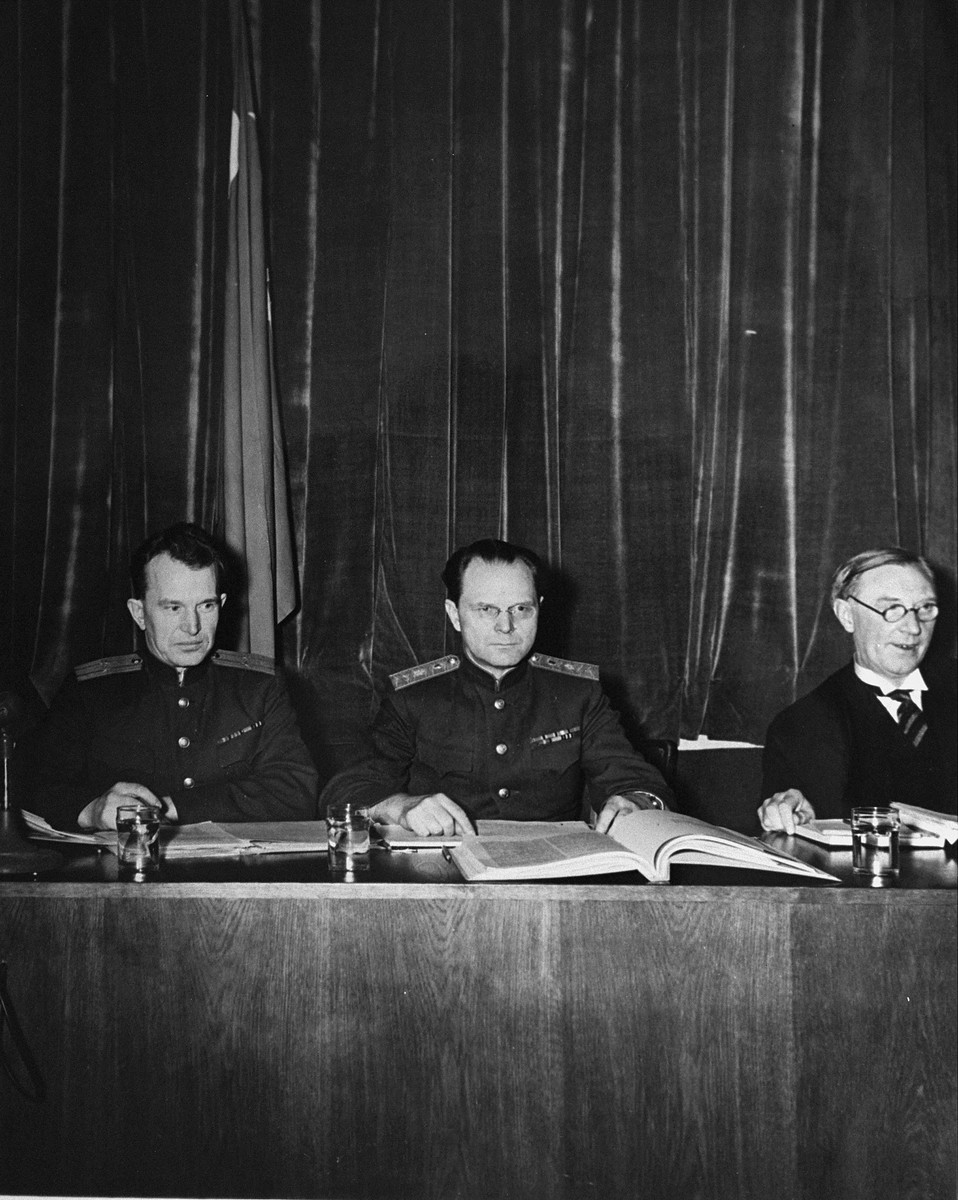
Középen Iona Nyikitcsenko vezérőrnagy, szovjet főbíró, jobbján kollégája A. F. Volcskov alezredes

 Lord Justice Lawrence kijelentette, hogy a bankár felmentése mellett voksol. Emiatt összecsaptak a vélemények. Donnedieu de Vabres morális okokra hivatkozva (Schacht kamerák előtt fogott kezet Hitlerrel Franciaország lerohanása után) ezt elfogadhatatlannak tartotta. Biddle csatlakozott hozzá, de úgy indokolt, hogy ebben az esetben több időre lesz szükség a vádlott bűnösségének mérlegeléséhez. A szovjeteknek nem voltak kétségeik: az első és második vádpontban bűnösnek találták.
Hasonló volt a légkör a volt kancellár Franz von Papen esetében is. Falco bűnösnek találta a második vádpontban, mert aktívan közreműködött Ausztria megszállásában, és segített Hitler hatalomra jutásában. De Vabres egyetértett az állásponttal, az amerikaiak viszont a felmentés mellett voksoltak. Lawrence is hajlott efelé, mert szerinte az Anschluss idején az idős diplomatát már eltávolították hivatalából, így nem volt köze a megszálláshoz – ezzel érvelt Biddle, majd hozzátette: az ankarai nagyköveti posztja pedig aligha tekinthető bűnös cselekedetnek. Az elhúzódó vita miatt csak másnap folytatták a volt nagykövetről való megbeszélést. Ekkor azonban Nyikitcsenko és Volcskov halálbüntetést javasolt, mert a vádlottat mind a négy vádpontban bűnösnek találták.
Karl Dönitz cselekedeteinek megítélése szintén erősen megosztotta a bíróságot. Falco szerint bűnössége egyértelmű volt a második vádpontban, Norvégia 1941 áprilisában történt inváziója miatt. Donnedieu De Vabres a harmadik vádpontban találta bűnösnek. Francis Biddle a felmentés mellett érvelt, mire a szovjetek kifejtették, hogy ez azt jelentené, hogy a tengeralattjáró-hadviselés legális és helyénvaló volt. Lawrence szerint Dönitz a második és harmadik vádpontban volt elmarasztalható, amire Biddle úgy reagált, hogy az angol bíró teljesen elrugaszkodott a háború mindennapi valóságától. Az amerikai Nimitz tengernagy ugyanis előbb süllyesztett el figyelmeztetés nélkül ellenséges hajókat. A németek ellenségként csupán átvették ezt a módszert. Azzal is érvelt, hogy egy olyan városban ítélkezik a bíróság, amelynek utcáin civil halottak ezrei fekszenek még a romok alatt a brit szőnyegbombázások következtében, s most olyan dolgokért vonják felelősségre a legyőzött ellenséget, amelyek nem vonatkoztathatók a győztesekre. Úgy vélte, hogy Dönitz ártatlan, s ezért felmentését javasolta.
Nem így Erich Raeder tengernagy esetében, nála már egyértelmű volt a döntés. Őt valamennyi bíró bűnösnek találta az első és harmadik vádpontban, ezen kívül Falco, Lawrence, a szovjetek és az amerikaiak a második vádpontban is elmarasztalták. Biddle golyó általi halál kiszabását javasolta, helyettese, Parker viszont ellenezte a halálbüntetést. Baldur von Schirachot a negyedik vádpontban mondták ki – egyöntetűen – bűnösnek, de a szovjetek – arra való hivatkozással, hogy a vádlott egyszer tárgyalt Hitlerrel négyszázezer ember deportálásáról – az első vádpontban is elmarasztalták.
Hans Fritzsche szintén a vitás esetek közé tartozott. Falco szerint csak propagandista volt, de tevékenységével hozzájárult a háborús és az emberiség ellen elkövetett bűnökhöz. Donnedieu de Vabres szerint ő volt a legkevésbé bűnös a vádlottak közül. Parker szerint is a börtönben eltöltött egy év elegendő büntetés volt számára az elkövetett bűn súlyához képest. Hitler öt percet sem beszélt vele, csak azért vádolták meg, mert Goebbels már halott volt. Biddle egyetértett kollégájával. Nyikitcsenko és Volcskov szerint viszont Fritzsche az első, a második és a harmadik vádpontban is bűnösnek mondható, mert „az általa kifejtett propaganda atrocitásokat eredményezett”. Lawrence szerint Fritzsche a harmadik és negyedik vádpont alapján mondható ki bűnösnek, s bár ő az első vádpontban is elmarasztalta volna, de Parker és Biddle érveit megfontolásra alkalmasnak találta.
A bíróság legközelebb szeptember 10-én ült össze. Ekkor már csak a főbírók tárgyaltak, és az ülés annak érdekében zajlott, hogy egyeztessék álláspontjaikat, tisztázzák a részleteket, eldöntsék a vitás kérdéseket és minden egyes vádlott esetében kiszabják a büntetéseket. De Vabres a halálraítéltek kivégzőosztag elé állítását javasolta. Biddle ezzel szemben az akasztás mellett érvelt azzal a megfontolással, hogy a golyó általi kivégzést egyes esetekben – méltányosságból – alkalmazhassák. Nyikitcsenko ugyancsak az akasztás mellett érvelt, s elvetette a guillotine alkalmazásának lehetőségét is.

## Az ítéletek

### Halálos ítéletek
Hermann Göringet, Joachim von Ribbentropot, Wilhelm Keitelt mind a négy, Alfred Jodlt az első, második és harmadik, Wilhelm Fricket a második, harmadik és negyedik, Ernst Kaltenbrunnert, Alfred Rosenberget, Hans Frankot, Fritz Sauckelt és Arthur Seyß-Inquartot a harmadik és negyedik, Julius Streichert csak a negyedik vádpont alapján ítélték halálra. Martin Bormann ügyében a britek és az amerikaiak továbbra is meg voltak győződve haláláról. A szovjetek ellenben nem, ezért őt az első, második és negyedik vádpontok alapján in contumatiam (távollétében) ítélték halálra.

### Letöltendő börtönbüntetések
Rudolf Heßt a szovjetek halálbüntetéssel sújtották volna mind a négy vádpont alapján, Lawrence viszont csak életfogytiglani börtönt javasolt. Az amerikaiak és Donnedieu de Vabres a harmadik és negyedik vádpont alapján életfogytiglanra, illetve húsz év börtönbüntetésre szavazott. Végül – francia kivétellel – megegyeztek életfogytiglani börtönbüntetésben. Walther Funkot szintén mind a négy vádpontban való bűnösség alapján ítélték életfogytiglanra. Erich Raedert csak a negyedik vádban nem találták bűnösnek. Ítélete megegyező volt Heßével és Funkéval. Albert Speer és Baldur von Schirach megúszta kevesebbel, húsz-húsz évre ítéltettek. Előbbi a harmadik és negyedik, utóbbi az első és negyedik vádpontok alapján. Még kevesebbet (15 évet) kapott Konstantin von Neurath. Ügyében igen szerteágazóak voltak a vélemények, végül az összes vádpont alapján kapta büntetését. Karl Dönitzet igen széles skálán „mozgatták”. Szóba került az öt, tíz és a húsz év is. A börtönre ítéltek közül ő kapta a legkevesebbet: tíz évet.

### Felmentettek

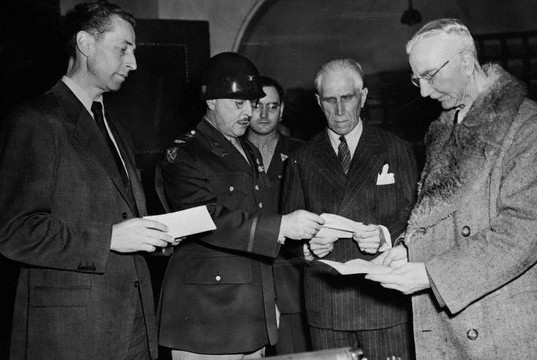
Fritzsche, von Papen és Schacht Andrus ezredessel

Hans Fritzshét először mérsékelt börtönbüntetésre akarták ítélni. Ez kettőtől öt évig terjedt volna, de végül egyik vádpontban sem találták bűnösnek (kivéve a szovjeteket), és felmentést nyert. Hjalmar Schacht ügyében Falco terjesztette elő elsőként az álláspontját, mely szerint az első és második vádpontban bűnös, és öt évet számolt elegendő büntetésnek. De Vabres egyetértett, Biddle viszont életfogytiglanit kért csak az első vádpont alapján. Parker ennek ellenkezőjére, a felmentésre voksolt, Birkett és a szovjetek pedig azzal értettek egyet, hogy Schachtot vagy fel kell menteni, vagy súlyos büntetést kell kiszabni rá. Később de Vabres megváltoztatta döntését, és ez nyitotta meg az idős bankár előtt a szabadság kapuját. Franz von Papen esetében Falco öt évet indítványozott, Parker és de Vabres viszont azon az állásponton volt, hogy a diplomata nem vonható felelősségre egyik vádpontban sem. Birkett tovább ment, szerinte Papen csak „intrikus” volt. Sir Lawrence felmentési javaslata után Nyikitcsenko egyedül maradt azzal a javaslatával, hogy tíz évet kapjon.

### Az ítéletek kihirdetése
Az ítéleteket 1946. október 1-jén hirdette ki a bíróság, 407. ülésén. Egy ebédszünettel megszakítva ez egészen 15:40-ig tartott. A vádlottak, miután közölték velük ítéletüket, visszatértek zárkájukba. Mivel Gilbert, a pszichológus nem volt jelen az ítélethirdetésnél, az elítéltek (vagy felmentettek) az alábbiak szerint kommentálták neki ítéletüket:
- Fritzsche: „Magamon kívül vagyok, hogy most nyomban szabadlábra helyeznek, és nem küldenek vissza Oroszországba. Ez több, mint amit reméltem.”
- Von Papen: „Reméltem, de valójában nem számítottam rá. Űzött vad vagyok. Soha többé nem hagynak békében.”
- Göring: „Halál!”
- Ribbentrop: „Halál! Halál! Akkor hát nem írhatom meg az én szép emlékirataimat. Cccc… Micsoda gyűlölködés!”
- Keitel: „Kötél általi halál! Azt hittem, hogy legalább ettől megkímélnek.”
- Kaltenbrunner: „Halál!”
- Frank: „Kötél általi halál. Megérdemeltem, számítottam rá.”
- Rosenberg: „Kötél! Kötél! Ezt akarta, ugye?”
- Streicher: „Természetesen – halál! Pontosan az, amit vártam.”
- Funk: „Életfogytiglani börtön. Mit jelent ez? Csak nem tartanak börtönbe zárva egész életemben? Ugye, nem gondolják ezt komolyan?”
- Dönitz: „Tíz esztendő! Hát, mindenesetre tisztáztam a tengeralattjáró háború ügyét. Az önök Nimitz tengernagya is elismerte: ön hallotta!”
- Raeder: „Nem tudom. Elfelejtettem.”
- Schirach: „Húsz! Jobb gyorsan meghalni, mint lassan.”
- Sauckel: „Halálra ítéltek, nem tartom igazságosnak az ítéletet. Én személy szerint sohasem voltam kegyetlen.”
- Jodl: „Halál! Kötél általi halál! Hát ezt, legalábbis ezt nem érdemeltem. Az, hogy halálra ítéltek – rendben van, valakinek viselni kell a felelősséget. De ezt, ezt nem érdemeltem.”
- Seyß-Inquart : „Kötél általi halál. Nos, hát. tekintettel a helyzetre, nem is számítottam másra. Rendben van ez így.”
- Speer: „Húsz esztendőt kaptam, hát, ami azt illeti, méltányos büntetés. Nem állapíthattak meg ennél enyhébb ítéletet, figyelembe véve a tényeket. Nem is panaszkodom.”
- Von Neurath: „Tizenöt év.”
- Frick: „Kötél. Nem is vártam mást.”[52]

### Az ítéletek végrehajtása

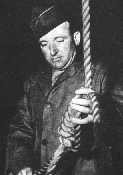
John C. Woods

A halálos ítéletek végrehajtását 1946. október 16-ára jelölték ki, és nem sokkal éjfél után kezdtek bele a procedúrába. A végrehajtó John C. Woods tiszthelyettes (kb. megfelel a főtörzsőrmester rendfokozatnak) volt, aki a Texas állambeli San Antonióból érkezett, és már több mint háromszáz katonát akasztott fel. Az akasztást három 2,5 × 2,5 méteres emelvényen hajtották végre a börtön tornatermében, ahol előző este, Andrus ezredes engedélyével, az őrök megtartották szokásos kosárlabda-mérkőzésüket. A zajos mérkőzés azt a célt szolgálta, hogy elterelje az elítéltek figyelmét arról, hogy a tornateremben lesz a kivégzés.
Nem sokkal azután, hogy a mérkőzés véget ért, megérkezett a kivégzőosztag. A helyiségbe külön erre a célra vágott ajtón érkeztek. Ezt és az épület tűzfalába vágott ajtót azért létesítették, hogy a kivégzésükre várók ne láthassák, amint a kivégzőosztag behordja a kivégzésük instrumentumát.
Éjjel egy óra előtt pár perccel Andrus áthaladt az elítélteket fogva tartó épület udvarán, és hangosan felolvasta az ítéleteket, amelyeket német tolmács fordított: „Tod durch den Strang.” Majd a celláknál külön-külön újra felolvasta. A tornaterembe vezető úton az elítéltekről levették az őket őrükhöz kapcsoló bilincset, és kezüket hátrakötötték.
Elsőnek Joachim von Ribbentropot vezették be. (Göring még október 15-én öngyilkos lett egy ciánkapszula segítségével, miután visszautasították az iránti kérelmét, hogy kivégzőosztag elé állítsák.) Miután bemondta nevét, az utolsó szó jogán az alábbiakat mondta: „Isten óvja Németországot. Utolsó kívánságom, hogy Németország egységét megőrizzék, a Kelet és a Nyugat pedig jusson megértésre.”
Wilhelm Keitel katonás léptekkel haladt fel a tizenhárom lépcsőfokon, majd a „Kérem a mindenható Istent, hogy legyen irgalmas a német néphez. Mindent Németországért. Köszönöm.” mondatot intézte az ellenőrzést folytató tábornokokhoz és egyéb tisztekhez. Miközben a halálba zuhant, még elkiáltotta magát: „Deutschland über alles!” A forradásos arcú Kaltenbrunner még ekkor is védte saját magát: „Teljes szívemből szerettem német népemet és hazámat. Népem törvényei szerint teljesítettem a kötelességemet, és sajnálom, hogy ezt a népet ezúttal olyanok vezették, akik nem voltak katonák, s hogy elkövették azokat a bűnöket, amelyekről nekem nem volt tudomásom.” Alfred Rosenberg nem óhajtott semmit sem mondani, Hans Frank viszont magasabb hatalomtól kért kegyelmet: „Imádkozom Istenhez, hogy vegyen engem szent oltalmába.” Julius Streicher szinte őrült módjára viselkedett, többször „Heil Hitler!”-t kiáltott, amíg az akasztófához ért. Ott a felszólításra, hogy mondja meg a nevét, azzal vágott vissza, hogy „Tudjátok ti jól, hogy hívnak”. Csak a harmadik felszólításra volt hajlandó neve kimondására, akkor viszont üvöltve. Miközben Woods a nyakára helyezte kötelet, még fennhangon kiabálta, hogy „Titeket meg felakasztanak majd a bolsevikok.” Fritz Sauckel Kaltenbrunnerhez hasonlóan a jelenlevőket próbálta meggyőzni azzal, hogy „Igazságtalan az ítélet.” Alfred Jodl hazáját éltette: „Üdv néked, Németországom!” Az utolsónak behozott Arthur Seyß-Inquart az egész világra terjesztett ki jókívánságokat: „Remélem, hogy ez a második világháború tragédiájának utolsó felvonása! Remélem, hogy a jelenlegi nyomorúságban bölcsesség száll a népekre, s ez megértésre vezet a nemzetek között, végül remélem, hogy béke lesz a Földön! Hiszek Németországban.”
2 óra 50-re a kivégzések véget értek. Hermann Göring holttestét 2 óra 54-kor bevitték a kivégzés helyszínére, és jelképesen „felakasztották”. A holttesteket – Göringét is – súlymérés és méretvétel után lefényképezték, majd Dachauba szállították és elhamvasztották, a hamvakat pedig folyóba szórták.
| A kivégzett elítéltek fényképe |
| --- |
| - Joachim von Ribbentrop - Wilhelm Keitel - Ernst Kaltenbrunner - Alfred Rosenberg - Hans Frank - Wilhelm Frick - Julius Streicher - Fritz Sauckel - Alfred Jodl - Arthur Seyß-Inquart |

## Adminisztratív adatok
A törvényszék 1945. október 18. és 1946. október 1. között 218 tárgyalási napon, 407 ülést tartott, mely alatt kihallgattak 236 tanút és 300 000 esküvel hitelesített írásbeli vallomást tanulmányoztak át. A vádlók 2630, a védők 2700 dokumentumot nyújtottak be. A jegyzőkönyvek – 16 000 oldalon – 4 milliónál is több szót tartalmaztak. Összesen több mint 200 tonna papírt használtak fel, valamint 27 000 méter szalagot és 7000 lemezt a hangok rögzítésére. 7000 fényképfelvétel készült. Az összes dokumentumot 22 vaskos kötetben 14 638 oldalon tették közzé az úgynevezett „Kék kötetekben”.

## A per után

### Az új elvek és további perek
A per megmutatta, hova vezethet a jog és az erkölcs szétválása, hiszen nem volt könnyű elítélni olyan embereket, akik hatályos, de erkölcstelen törvények szerint jártak el. Az így keletkezett feszültséget Gustav Radbruch német jogtudós oldotta fel a róla elnevezett formulával: az erkölcs a jog alapvető eleme, és ha egy törvény ezt alapjaiban sérti, akkor nem rendelkezik a törvényesség kritériumával, így nem válik alkalmazhatóvá. A náci vezetés tagjait felelősségre vonó per történelmileg sok újat hozott, és új szakaszt nyitott a nemzetközi jog történetében, miután precedens értékűvé vált. A nürnbergi ítéleteket az ENSZ közgyűlése 1946. december 11-én jóváhagyta, és a nemzetközi jog szintjére emelte a bíróság gyakorlatát. 1947. december 21-én a közgyűlés megbízta a Nemzetközi Jogi Bizottságot, hogy fogalmazza meg a nürnbergi Nemzetközi Katonai Törvényszék szabályzatában és ítélkezéseiben kifejezésre jutó nemzetközi jogi elveket. Ezek alapján 1948-ban az ENSZ közgyűlése kihirdette a népirtás elleni konvenciót, amelyet 1949-ben a Nemzetközi Vöröskereszt genfi konvenciói követtek, 1950-ben pedig az ENSZ egy külön bizottsága megfogalmazta az úgynevezett „nürnbergi elveket”, melyek „az emberiség békéje és biztonsága ellen elkövetett bűncselekményeket” az alábbi pontokban foglalták össze:
1. A személyes felelősség elve;
2. A nemzetközi jog erősebb a nemzeti jognál;
3. A felségjog elve nem biztosít mentelmet;
4. A felsőbb parancs nem mentesít;
5. Mindenkit törvényes eljárás illet meg;
6. A béke elleni, a háborús és az emberiség elleni bűncselekmények meghatározásai;
7. Nemzetközi jogsértésben vétkes e cselekmények támogatója.[60]

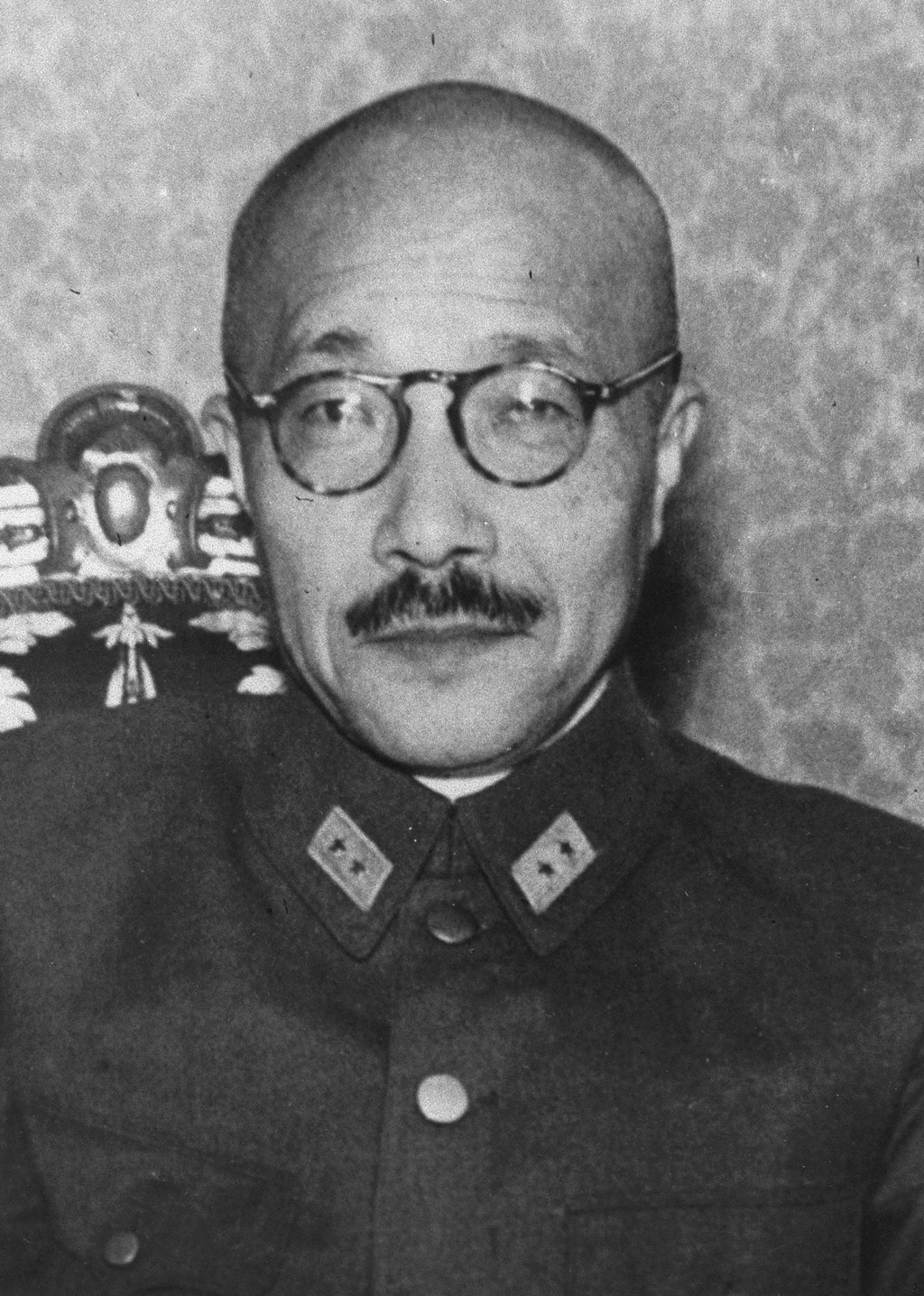
Tódzsó Hideki

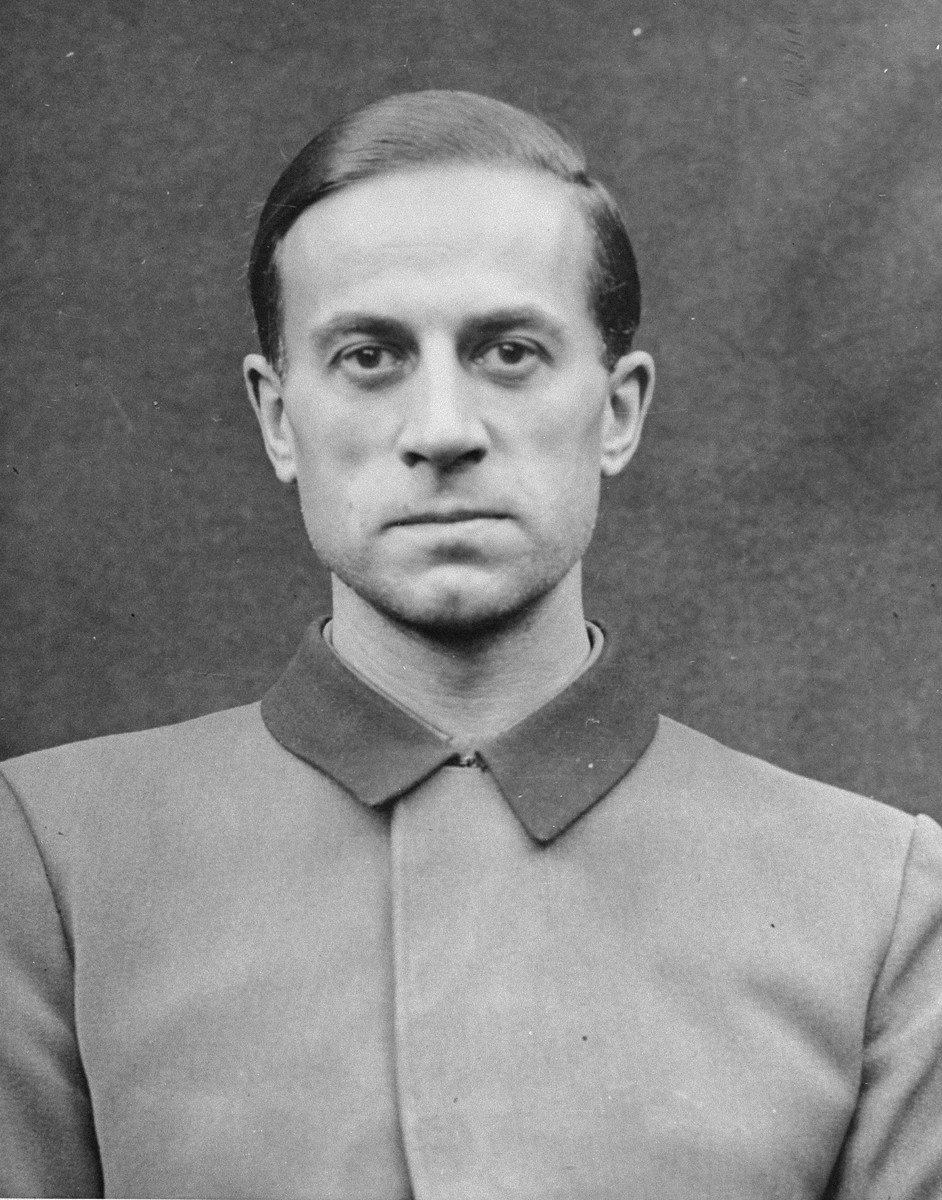
Dr. Karl Brandt

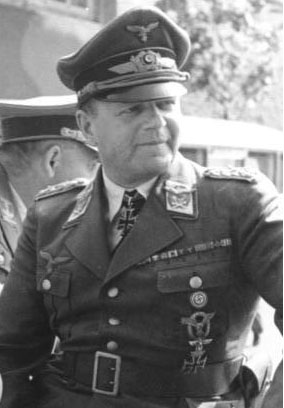
Erhard Milch

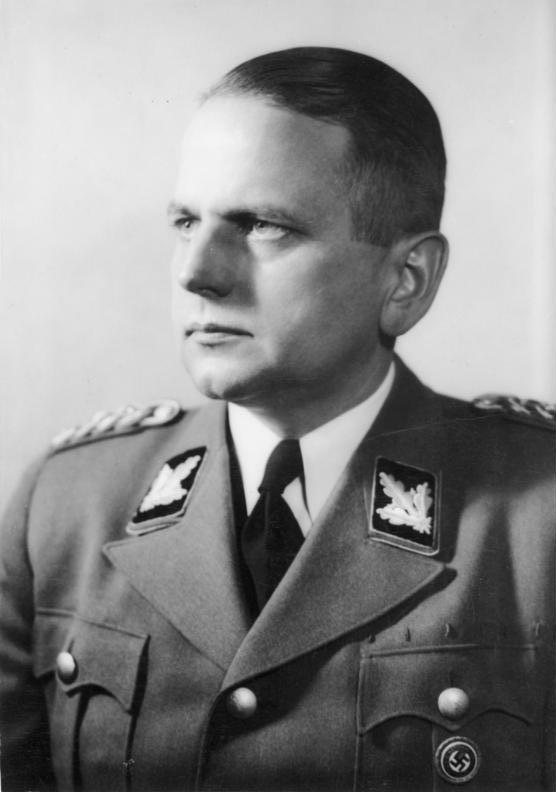
Otto Ohlendorf

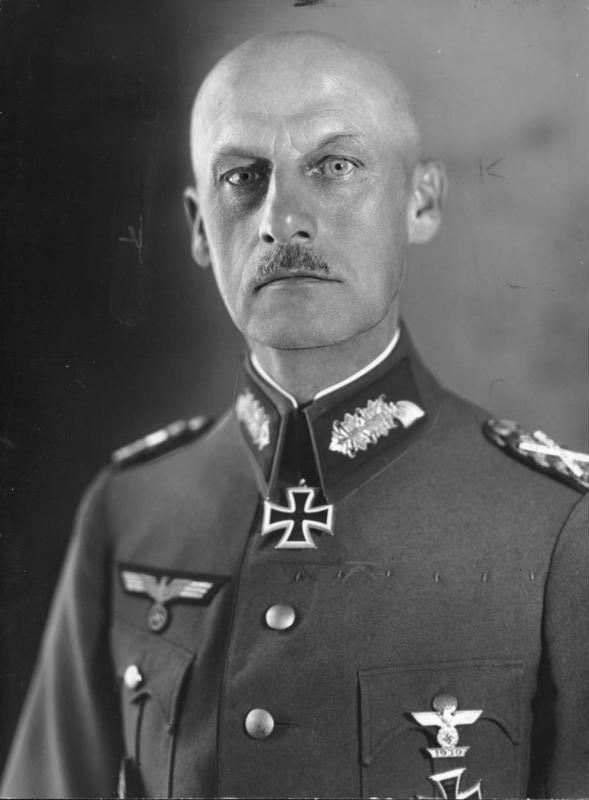
Wilhelm Ritter von Leeb

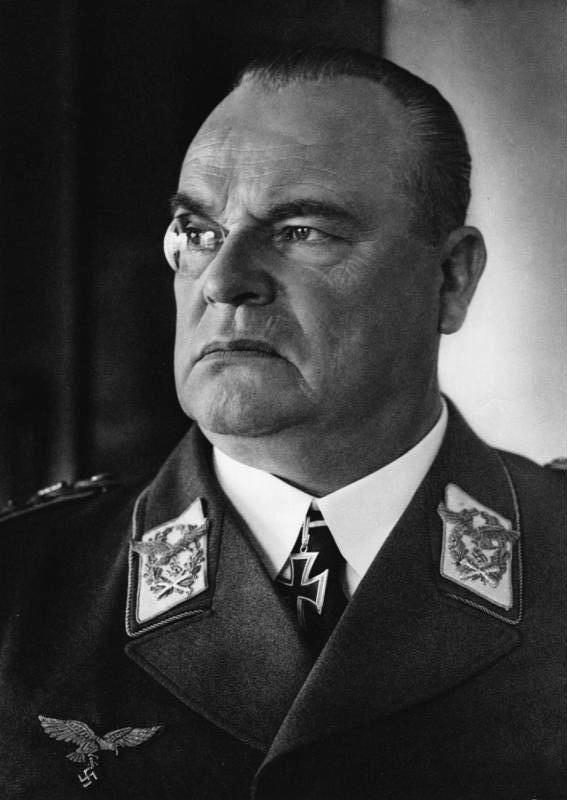
Hugo Sperrle

Az elvek megfogalmazásuk után nem emelkedtek kötelező joggá, de mégis rendkívüli jelentőségűvé váltak, hiszen kimondatott a személyes felelősség elve, azaz a bűnösök nem élvezhetnek immunitást, nem mutogathatnak az államra, mint ahogy a felsőbb parancs sem mentesít, a bűnöket nem követhetik el a továbbiakban a feljebbvalókra való hivatkozással. Azonban nem csak elviekben szolgált a per mintául. A nem sokkal később rendezett perek során gyakorlatban is alkalmazták a „nürnbergi elveket”. Ezekre nem csak Nürnbergben vagy Németország területén volt példa. Az eljárás és a nyugati Katonai Törvényszék mintájára hozták létre a Távol-keleti Nemzetközi Katonai Törvényszéket, melyet tizenegy ország bírói alkottak. A Tokióban létrehozott szervezet 1946. május 3. és 1948. november 12. között huszonnyolc magas rangú és rendfokozatú japán politikus és katona felett ítélkezett. A perekben hét halálos ítéletet (köztük Tódzsóét) hoztak, és nem mentettek fel senkit. Elnézőbbek voltak a bírók a „nagy pert” követő nürnbergi perek folyamán. 1947 és 1949 között tizenkét további per zajlott le a Igazságügyi Palotában:
1. Az úgynevezett „Orvos-perben” 1946. december 9. és 1947. augusztus 20. között huszonhárom vádlottból hetet (köztük Dr. Karl Brandtot és Dr. Rudolf Brandtot) halálra, kilencet börtönbüntetésre (amiből öt életfogytiglani volt) ítéltek, hetet felmentettek. Itt merült volna fel Dr. Leonardo Conti személye is, aki 1945. október 6-án öngyilkos lett.
2. A „Milch-perben” csak Erhard Milch tábornagy (Generalfeldmaschall) felelősségét tárgyalták, 1947. január 2. és 1947. április 17. között. A tábornokot életfogytig tartó szabadságvesztésre ítélték.
3. Az ún. „Jogász-per” (1947. március 5.–december 14.) a tizennégy megvádoltból tíznek börtönbüntetést eredményezett. Ebből négynek életfogytiglanit – köztük Franz Schlegelberger –, másik négynek felmentést.
4. Az SS gazdasági és közigazgatási hivatalának pere, vagy más néven Pohl-perben ítélték halálra Oswald Pohlt, Georg Lörnerrel együtt. További tizenhat vádlott társukból tizennégy kapott börtönbüntetést. A Pohl-pert 1947. április 8. és november 3. között tárgyalták.
5. A Flick-perben, amely a Flick-konszern ellen irányult, (1947. április 19.–december 22.) fele-fele arányban „osztoztak” a vádlottak az ítéletekben, vagyis három felmentés és három börtönbüntetés született.
6. Az I. G. Farben-per végén sem hoztak halálos ítéletet. Az 1947. augusztus 27-től 1948. július 30-ig tartó perben huszonhárom vádlottból tízet felmentettek.
7. A túszper (délkelet-európai tábornokok pere) 1947. július 8-án kezdődött, és 1948. február 19-én ért véget, az alábbi eredményekkel: tíz vádlott, nyolc börtönbüntetés (kettő életfogytiglani), kettő felmentés.
8. Az SS faji és települési hivatalának pere (1947. október 20.–1948. március 10.) tizennégy vádlottból tizenhármat börtönbe (egyet egész életére), egyet pedig szabadlábra helyezett.
9. Az előzőeknél szigorúbb véget ért az 1947. szeptember 29. és 1948. április 10. között zajlott Einsatzgruppen-per. Huszonnégy főből tizennégyet (köztük Otto Ohlendorfot) halálra ítéltek, és ebből ötöt ki is végeztek. Senkit nem mentettek fel, és két személyt életfogytiglan tartó börtönéletre juttattak.
10. Bár Gustav Krupp von Bohlen und Halbachot betegségére való tekintettel nem vonták felelősségre, a „Krupp-per” folyamán a Krupp-konszern elleni tárgyaláson a vádlottak között szerepelt fia, Alfried Krupp von Bohlen und Halbach is, akit 1948. július 31-én tizenkét évi börtönre, valamint vagyonának elkobzására ítéltek. A további tizenegy vádlott közül csak egyet mentettek fel.
11. A Wilhelmstrasse-perben ítélkeztek többek között Johann Ludwig Graf Schwerin von Krosigk felett is. Ő tíz év letöltendő börtönbüntetést kapott, húsz társával egyetemben (itt csak a kiszabott évek mértékben volt különbség). Felmentésre csak két fő került.
12. Ebben a sorozatban a Wehrmacht főparancsnokságának pere volt az utolsó. Ezt 1947. december 30-án kezdték, és 1948. október 29-én fejezték be. A dokumentumokban olyan nevek szerepeltek, mint Wilhelm von Leeb, akit három évre ítéltek, vagy Hugo Sperrle, akit felmentettek. Előbbi „csoportjába” még tízen, utóbbi mellé pedig egy fő került.[61]

Ezt a tizenkét pert az alábbi öt csoportba sorolták be:
1. Orvosok és jogászok
2. SS és rendőrség
3. Gyárosok és bankárok
4. Katonai parancsnokok
5. Miniszterek és kormányzati tisztviselők.

Ezek a perek, mint ahogy Nürnberg is, az amerikai megszállási területen voltak. A százhetvenhét vádlott közül összesen huszonhármat halálra, százhuszonkettőt hosszabb-rövidebb tartamú (18 hónap és 25 év közötti) börtönbüntetésre ítéltek, harmincötöt pedig felmentettek. 1951. január 31-én pedig McCloy az amerikai zóna paarancsnoka számos vádlottat amnesztiában részesített. Hasonló perekre a francia, brit és szovjet megszállási övezetekben nem került sor. Kivételt képez ez alól Erich von Manstein tábornok bíróság elé állítása, amely az első és utolsó volt a francia övezetben, és ez is amerikai nyomásra történt. Becsült adatok szerint Nagy-Britannia 541, Ausztrália 275, Franciaország 271, Hollandia 35, Lengyelország 24, Norvégia 11, Kanada 5, Kína 2 és Görögország 1 pert folytatott le koncentrációs táborok parancsnokai, tisztjei és más, kisebb háborús bűnösök ellen. Albert Pierrepoint, a brit hivatalos hóhér a hamelni börtönben kb. 300 elítéltet akasztott fel. Franciaországban a bíróságok 2853 vádlottat ítéltek halálra és 767-et kivégeztek. Összehasonlításképpen: a francia ellenállás 8348 embert végzett ki bírósági eljárás nélkül.
Nürnbergen és/vagy Németországon kívül az alábbi perek indultak:
- Az Auschwitz-per
- A Bergen-Belsen-per
- A Curiohaus-per
- A dachaui per
- A Repülő-per
- A lipcsei per
- A Majdanek-per
- A Malmedy-per
- A Ravensbrück-per
- Az ulmi Einsatzgruppen-per
- A habarovszki per
- A tokiói per
- A nankingi per
- népbírósági perek Magyarországon 1945. február 3. és 1951. április 1. között zajlottak. 59 429 vádlottból 26 997 főt ítéltek el, 477 halálbüntetést szabtak ki és 189-et hajtottak végre.[63]

Németországon kívül az egyik legjelentősebb pert 1961-ben Jeruzsálemben folytatták le, melynek végén Adolf Eichmannt bűnösnek találták és kivégezték. Klaus Barbie, Lyon Gestapo-főnökének ügyét 1987-ben Franciaországban folytatták le, ahol életfogytiglani szabadságvesztésre ítélték, miután 17 emberiség elleni bűntettben találták bűnösnek. Ivan Demjanjuk, állítólagos koncentrációs tábor felügyelő ügyét előbb Izraelben, majd az Egyesült Államokban tárgyalták. Erich Pribke, a Fosse Ardeatine-i mészárlás egyik felelőse ügyében egy római bíróság járt el az 1990-es években, ami első fokon felmentette, ám a közvélemény nyomására végül megváltoztatta az ítéletet. A 8167 szegedi zsidó deportálásában segédkező Finta Imre kanadai magyart szintén felmentették, melyet a másodfokú és a legfelsőbb bíróság is helyben hagyott. 2011-ben került sor Képíró Sándor volt csendőrszázados ügyének tárgyalására, akit első fokon felmentettek, halála miatt azonban végül megszüntetéssel zárult le az ügy. 2012-ben vette kezdetét Csatáry László egykori rendőrszázados pere, 2013 nyarán azonban ő is elhunyt, így az eljárást megszüntették.

### A per megítélése
A korabeli társadalom nagy része, különösen a győztesek országaiban, jogosnak tartotta az eljárást és az ítéleteket. Azonban negatív kritikák is megjelentek, melynek hosszú sora még évekkel később is folytatódott. Montgomery Belgion angol publicista például 1947-es Epitaph on Nuremberg című könyvében írta le ellenérzéseit. Igazságérzetét sértette, hogy csak a vesztesek bűnöseit ítélték el, hogy a tárgyalások nem alkotmányosan létrehozott nemzeti bíróságok előtt zajlottak, és nem megfelelő védelmet kaptak a vádlottak.
Lord Maurice Hankey, aki a brit kabinet tagja volt a második világháborúban, a nürnbergi per nagy kritikusa lett. Bírálta a szövetségesek feltétel nélküli megadást követelő politikáját, és a háborús bűnösök elítélésére tartott perek ötletét, amik szerinte meghosszabbították a háborút, és szükségtelen áldozatokhoz vezettek. A per szerinte a feltétel nélküli kapitulációhoz volt köthető, ami szabad kezet adott a szövetségeseknek, ám többet ártott, mint használt.
1948-ban az egykori francia kollaboráns, a háború utáni kor ismert neofasisztája, Maurice Bardèche Nuremberg ou la Terre Promise könyvében bizonygatta a per jogtalanságát, mondván, hogy „nem lehet vak bizalommal elfogadni egy ítéletet, amelyet győztesek írtak alá…”, illetve holokauszttagadó megjegyzéseket tett.
Az Egyesült Államokban Robert Taft szenátor 1946-ban a következőképpen nyilatkozott: „Ha a győzők törvény előtt ítélik el a legyőzöttet, az soha nem történhet elfogulatlanul, mindegy, mennyire körítjük az egészet az igazságosság formáival”, és véleményét további kijelentésével erősítette: „Az Egyesült Államok még sokáig bánni fogja a nürnbergi ítélet végrehajtását.” Ez igen népszerűtlenné tette, és saját pártja is náci szimpatizánsnak bélyegezte, ami végleg ellehetetlenítette azon ambícióját, hogy elnök lehessen.
Harlan Fiske Stone amerikai legfelsőbb bíró szélhámosságnak nevezte a pert, Jackson bírót pedig egy lincselés vezetőjének titulálta. „Nem bánom mit tesz a nácikkal, de utálom azt látni, hogy annak színlelésével teszi, hogy ő egy bíróságot vezet és a common law szerint jár el. Ez egy kicsit túl álszent csalás az én régimódi felfogásomnak.”
Joseph McCarthy amerikai szenátor, az egyesült államokbeli kommunistaellenes boszorkányüldözés, a mccarthyzmus névadója, azon az alapon kritizálta a pert, hogy tudomása szerint több vallomást kínzással szereztek meg. George S. Patton álláspontját a feleségének írt levelezésből ismerjük: „Őszintén ellenzem ezt a háborús-bűnösdi dolgot. Sportszerűtlen és a szemita népekre jellemző. Azt is ellenzem, hogy hadifoglyokat rabszolgamunkára küldjenek idegen országokba, ahol sokukat halálra éheztetik majd.”
A német történetírás egy irányzata, érthető módon, sok kritikát fogalmazott meg a nürnbergi perrel kapcsolatban. Ezeknek összefoglalója A Wehrmacht katonái című mű. Sokan a Szovjetunió háborús bűntetteire (katyńi vérengzés és sok más incidens) hivatkozva kívánták relativizálni a nácik bűneit. Ez a felfogás például nem tartja kifogásolhatónak azt a német hadparancsot, az úgynevezett komisszárparancsot, amely a szovjet hadsereg politikai tisztjei, a politikai komisszárok minden további nélküli kivégzését rendelte el, mivel szerinte  komisszárok feladata a haditörvények megszegése volt, „ezért ők aligha számíthattak a hadifogolystátuszra”.
A nürnbergi ítéleteket támadó német források azonosítják a korabeli partizánokat a jelenkori terroristákkal (bár a partizánok katonák ellen harcoltak, a terroristák pedig a polgári lakosság ellen). Szerintük a hadifoglyokkal kapcsolatos vádak hibás számadatokra épültek, és nem vették figyelembe sem a harctéri körülményeket – mindenekelőtt a szovjetek által alkalmazott felperzselt föld taktikát –, sem a német hadsereg lehetőségeit, sem a szövetségesek hasonló hadifogoly-kezelési gyakorlatát. A szovjet csapatok a sebesült vagy fogságba esett német katonákat általában legyilkolták, a hadifoglyokat a polgári lakosságból szedték össze. Arra is hivatkoztak, hogy nagyon komoly háborús bűnöket akadályozott meg a Wehrmacht parancsnokságának parancskikerülő taktikázása, amellyel a nemzetközi jogokat sértő felsőbb parancsok végre nem hajtását segítették elő.
A „terrorbombázásokkal” kapcsolatban az apologetikus német források arra hivatkoztak, hogy  Luftwaffe 1935/1940-es szolgálati szabályzata a következőt írja: „A városok elleni támadás a polgári lakosság elleni terror céljából alapvetően elutasítandó.” (Ennek ellenére az első, polgári lakosság elleni légitámadást a németek hajtották végre Guernica ellen, majd a világháborúban is ők alkalmazták ezt az eszközt először Rotterdam és London ellen.) Ezzel szemben kétségtelen, hogy a brit és amerikai légi hadviselés deklaráltan az „ellenség moráljának megtörését” célozta és több akciót hajtottak végre polgári célpontok, mint katonai vagy logisztikai létesítmények ellen
A német források a tengeri hadviseléssel kapcsolatos vádakkal szemben is védelmükbe veszik Dönitz főtengernagyot, akit két fő vádcsoportban vádolták meg: hajók jogtalan elsüllyesztését és hajótöröttek szándékos megölését tárgyalták. Azonban a brit kereskedelmi hajók felfegyverkezése miatt az első vádpont tarthatatlannak bizonyult. A második vádpontot szintén nem tudták bizonyítani, így a rá kiszabott tízéves börtönbüntetés indoklása a következő volt: részt vett egy támadóháborúban, tudott Hitler parancsáról, amelyben a szabotázscsapatok meggyilkolását rendelte el, valamint eltűrte 12 000 hadifogolynak a hajóiparban dolgoztatását. Ezt az ítéletet a szovjet delegáció nyomására hozták meg, miközben a Szovjetunióban éppen százezerszámra dolgoztattak hadifoglyokat.
A német apologéták szerint „félrevezetők és tudományosan nem lehet komolyan venni az olyan könyveket, cikkeket és az olyan kiállítást, amely egyedi bűncselekményeket helyez előtérbe, anélkül, hogy az összképpel foglalkozna.” A nürnbergi perben a Wehrmacht teljes főparancsnokságát azzal vádolták, hogy „bűnös szervezetet” vezettek. Ám mivel az OKW esetében egyedi bűnök reprezentatív voltát és kollektivitását nem tudták bizonyítani, végül a Wehrmacht szervezeti elítélésére nem került sor. Bűnös szervezetté az NSDAP vezető testületét, az SD-t, a Gestapót és az SS-t nyilvánították, amelynek tagjai ellen a későbbiekben folytak is perek pusztán a tagság ténye miatt. A nürnbergi bíróság saját szabályzatának 10. cikkelye egyértelműen fogalmaz: „Ha egy csoportot vagy szervezetet a bíróság bűnösnek nyilvánít, akkor minden aláíró illetékes nemzet hatóságának joga van arra, hogy az ilyen szervezethez tartozó személyek ellen pert rendezzen nemzeti, katonai vagy a megszálló hatalom bíróságán. Ebben az esetben a csoport vagy szervezet bűnös jellege bizonyítottnak tekintendő és azt nem lehet vitatni.” A német források azt is sérelmezték, hogy az SS esetében azt sem vették figyelembe, hogy a Waffen-SS és az Allgemeine-SS között mekkora különbség volt.
A szovjet delegátus a vezérkart és az OKW-t is bűnös szervezetnek tekintette, amelyeket végül a kollektív bűnösség alól felmentettek. Wilhelm Keitel és Alfred Jodl vád alá helyezése azonban gyakorlatilag a Wehrmacht vizsgálatát jelentette, annak megszemélyesítőjeként ültek a vádlottak padján. Mindkettőjüket kivégezték, amely ítéletet azóta is erős vita kísér, hiszen egyikük esetében sem bizonyítottak emberiség elleni és háborús bűntetteket. A nürnbergi per német kritikusai elismerik, hogy voltak háborús bűnösök a nürnbergi vádlottak között, de voltak olyanok is, akiket valóban csak azért ítéltek el, mert a vesztes oldalon álltak.

## Játékfilm a perről
2000-ben David W. Rintles forgatókönyve alapján Nürnberg címmel rendezett kétrészes filmet Yves Simoneau.